# Locarn
Locarn [lɔkaʁn] est une commune, située en Argoat, dans le département des Côtes-d'Armor en région Bretagne.
Ses habitants sont les Locarnois et les Locarnoises.

## Géographie
Locarn est située entre Guingamp et Carhaix-Plouguer. Elle faisait partie du canton de Maël-Carhaix jusqu'en 2015, désormais elle appaetient au canton de Rostrenen, et de l'arrondissement de Guingamp. Locarn se trouve dans la communauté de communes du Kreiz-Breizh et dans l'ancien comté du Poher.
|           | Duault       | Saint-Servais   |
| Carnoët   | Locarn       | Saint-Nicodème  |
| Trébrivan | Maël-Carhaix | Kergrist-Moëlou |

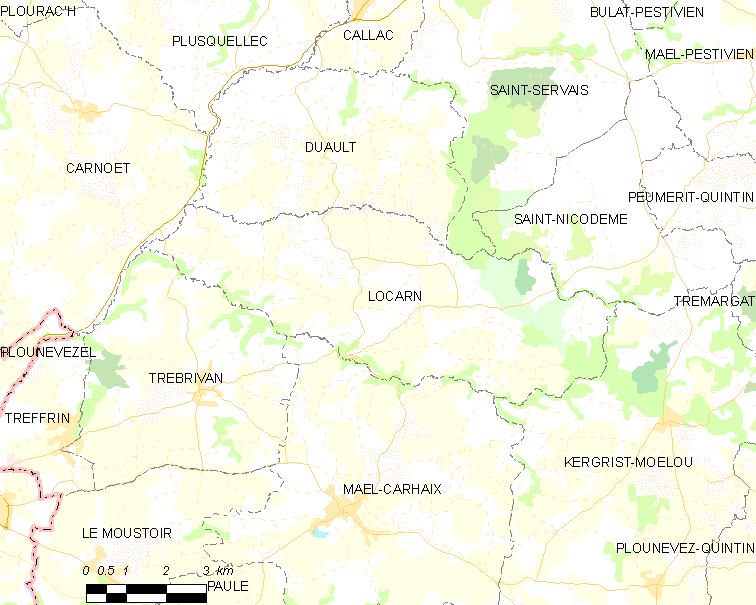
Carte de la commune de Locarn et des communes avoisinantes.

### Relief, hydrographie et végétation
Le finage de Locarn, qui forme globalement un rectangle dont la longueur est dans le sens est-ouest, est assez accidenté et présente des dénivelés atteignant presque 200 mètres entre la partie la plus élevée, les Landes de Locarn, situées dans le nord-est du territoire communal et atteignant 282 mètres d'altitude à leur point le plus haut et la confluence entre l'Hyères et la Rivière de Kersault qui, à l'extrême-ouest de la commune, constitue le point le plus bas à 92 mètres d'altitude ; l'ensemble de la commune forme un plateau globalement en pente vers l'ouest.
La commune est limitée à l'ouest par l'Hyères, affluent de rive gauche de l'Aulne, qui sépare Locarn de Carnoët ; deux affluents de rive gauche de l'Hyères limitent aussi la commune : le Ruisseau de l'Étang du Follézou au nord sépare Locarn de Saint-Nicodème, Saint-Servais et Duault, formant aussi le relief spectaculaire des Gorges du Corong (dont la rive gauche se trouve donc en Locarn, la rive droite étant en Saint-Servais), et la Rivière de Kersault au sud sépare Locarn de Kergrist-Moëlou, Maël-Carhaix et Trébrivan. Le bourg de Locarn, très excentré au sud du finage comunal, est situé vers 160 mètres d'altitude et domine la rive droite de la vallée de la Rivière de Kersault et est en pente forte vers le sud, en situation d'adret.

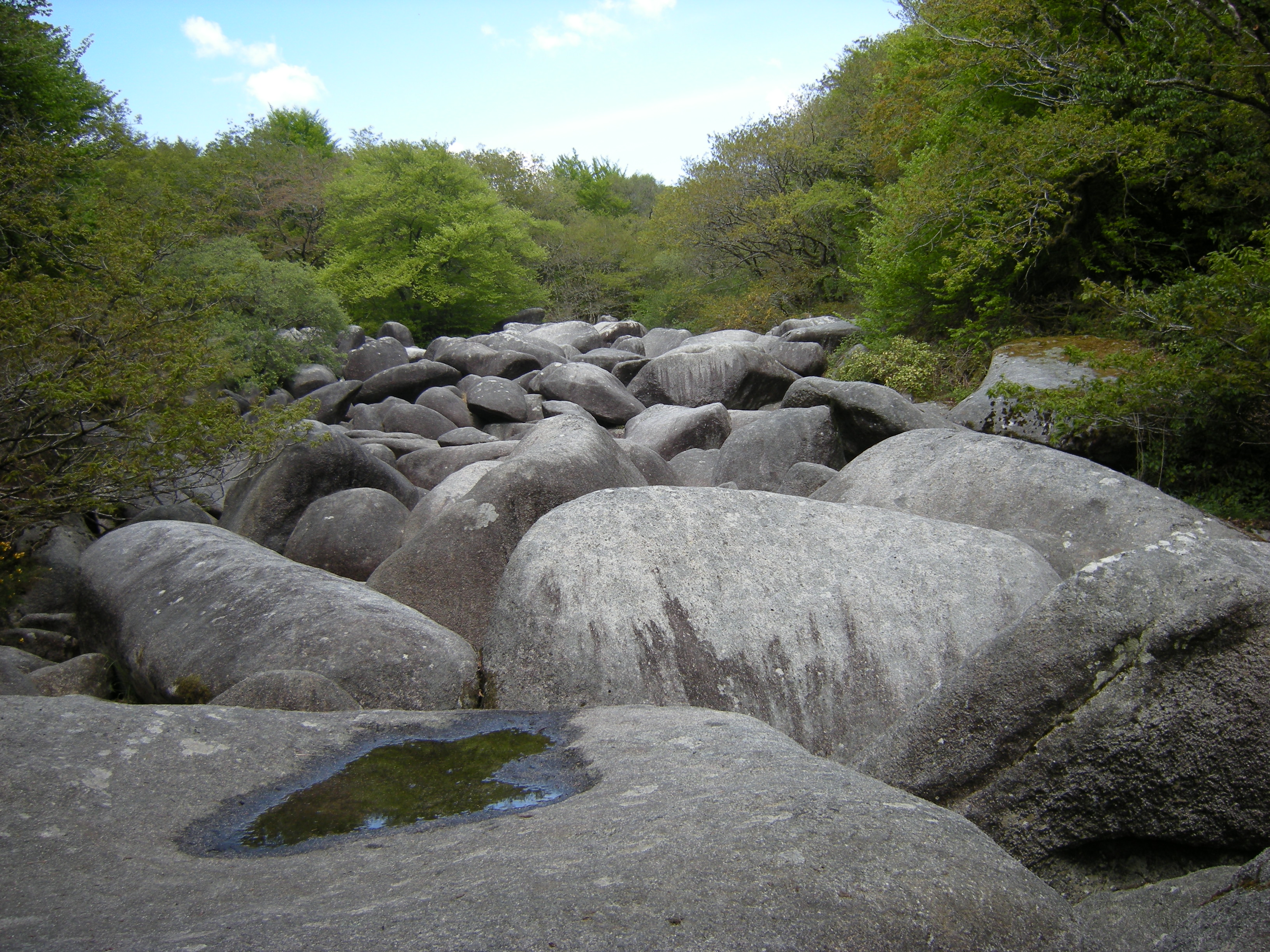
Chaos granitique des gorges du Corong.

Les Landes de Locarn forment au nord-est de la commune un site naturel de 350 hectares présentant différents types de végétation (landes hautes à ajoncs d’Europe, landes rases à bruyères, landes boisées et tourbières) dans le cadre d'un relief varié constitué de lignes de crête et, au nord, des Gorges du Corong.
Jusqu'à la décennie 1960 les Landes de Locarn étaient entretenues par les paysans qui y pratiquaient la fauche de la végétation, qui servait principalement de litière pour le bétail, et par le pâturage ; ces usages contribuaient à maintenir le paysage de landes et la conservation des espèces végétales et animales typiques de ce milieu naturel, mais ont progressivement disparu en raison de la friche sociale et de l'abandon des pratiques agricoles traditionnelles. Lieu de reproduction notamment du busard cendré et du busard Saint-Martin, qui nichent exclusivement dans les landes, le site était menacé dans la décennie 1980 notamment par l'essor de la pratique du moto-cross, ce qui provoqua une pression d'associations de protection de l'environnement, la SEPNB (Société pour l'Étude et la Protection de la Nature en Bretagne) et APPLL (Association pour la Protection des Landes de Locarn) sur les autorités afin que des mesures de protection soient prises.
Les Landes de Locarn bénéficient depuis le 18 juillet 1988 d'un arrêté préfectoral de protection du biotope, qui concerne une zone de 188 hectares (complété par un nouvel arrêté en date du 14 octobre 1994). Depuis une convention passée en 1994 entre la commune de Locarn, le conseil général des Côtes-d'Armor et l'Association Locarn-Tourisme et Culture, le fauchage de la lande, la limitation des boisements des zones humides et la restauration d'une tourbière, notamment par son pâturage, ont été entrepris grâce à l'action d'exploitants agricoles volontaires, de la Maison du patrimoine de Locarn, de la commune, de la communauté de communes du Kreiz-Breizh et du conseil général (désormais conseil départemental).

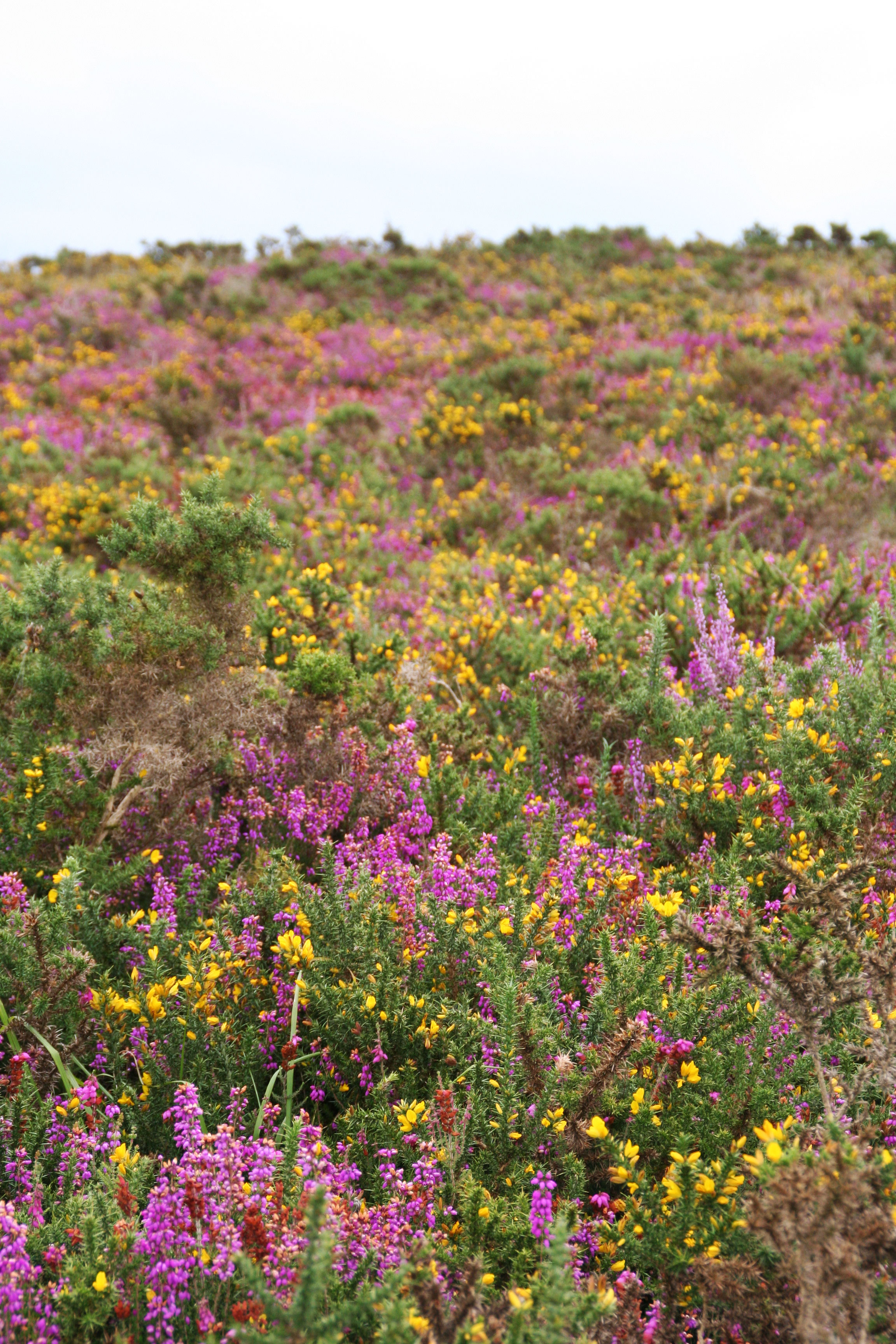
Les Landes de Locarn (vidéo).
- Les Landes de Locarn : lande fleurie.

Vue panoramique des Landes de Locarn.

### Géologie: les ardoisières

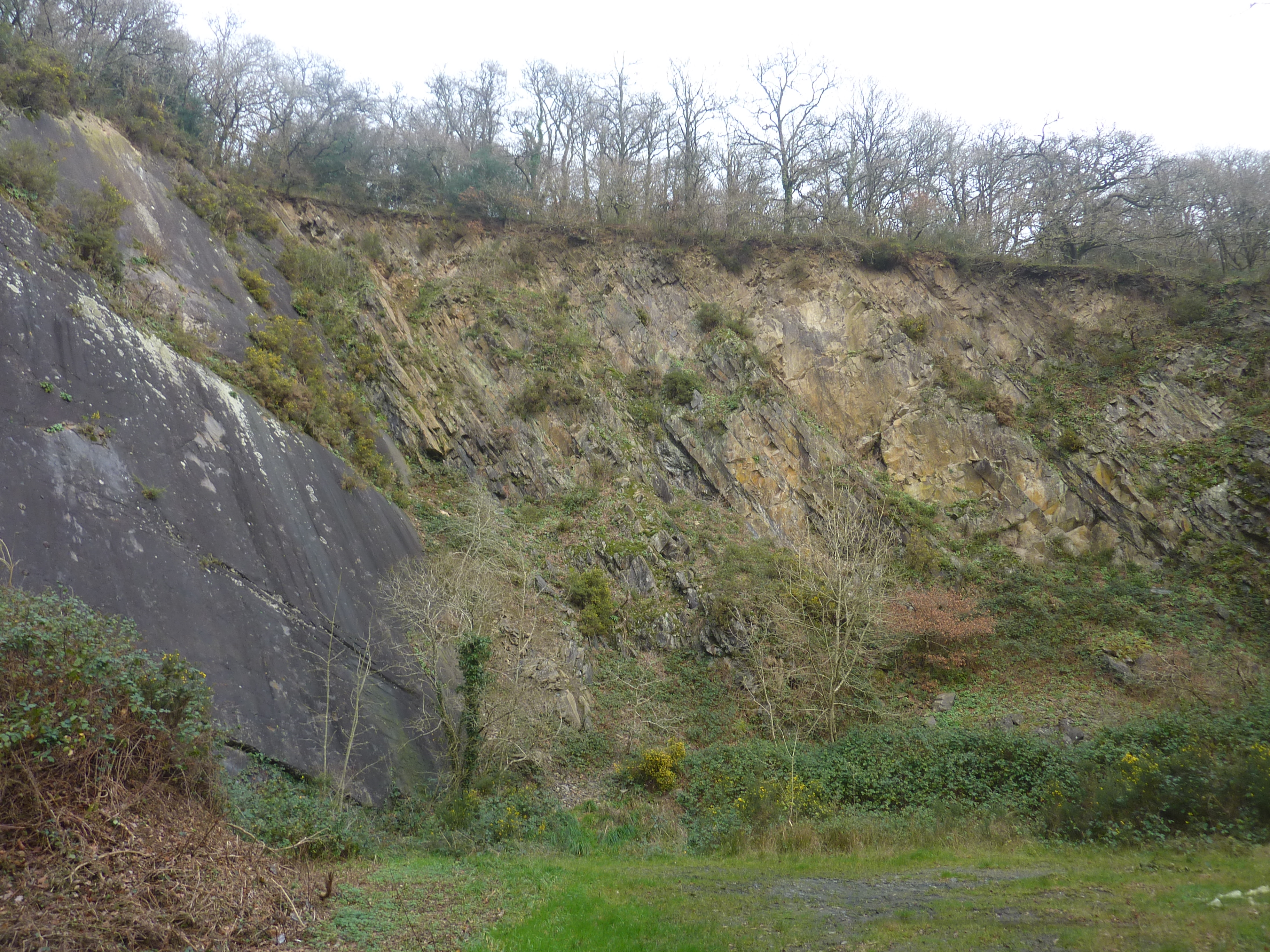
Locarn : front de taille d'une ancienne carrière d'ardoises dans la vallée de la Rivière de Kersault.

Les roches schisto-gréseuses du bassin de Châteaulin, datant du Carbonifère, affleurent dans la vallée de la Rivière de Kersault, surnommée « Vallée des ardoisières », entre Maël-Carhaix et Locarn. L'ardoise bleue de cette vallée, réputée et utilisée notamment pour des monuments historiques, a été exploitée principalement dans la seconde moitié du XIXe siècle et les premières décennies du XXe siècle dans des carrières souvent souterraines atteignant jusqu'à une centaine de mètres de profondeur.
L'ardoisière de Coat-Maël, fermée depuis 1930, située dans le Bois de Mezle (en Maël-Carhaix, mais à la limite de Locarn), fait l'objet d'une mise en valeur touristique grâce à l'aménagement d'un sentier de découverte et d'interprétation (les panneaux d'information touristique ont été conçus par la « Maison du patrimoine » de Locarn).

### Hydrographie
Pour un article plus général, voir Réseau hydrographique des Côtes-d'Armor.
La commune est située dans le bassin Loire-Bretagne. Elle est drainée par l'Hyère, le Corong, le Kersault et un autre petit cours d'eau,.
L'Hyère, d'une longueur de 48 km, prend sa source dans la commune de Callac et se jette  dans l'Aulne en limite de Spézet et de Cléden-Poher, après avoir traversé 15 communes.  Les caractéristiques hydrologiques de l'Hyère sont données par la station hydrologique située sur la commune de Trébrivan. Le débit moyen mensuel est de 4,5 m3/s. Le débit moyen journalier maximum est de 56 m3/s, atteint lors de la crue du 26 janvier 1995. Le débit instantané maximal est quant à lui de 81,5 m3/s, atteint le 12 décembre 2000.
Le Corong, d'une longueur de 16 km, prend sa source dans la commune de Kergrist-Moëlou et se jette  dans l'Hyère sur la commune, après avoir traversé cinq communes. 

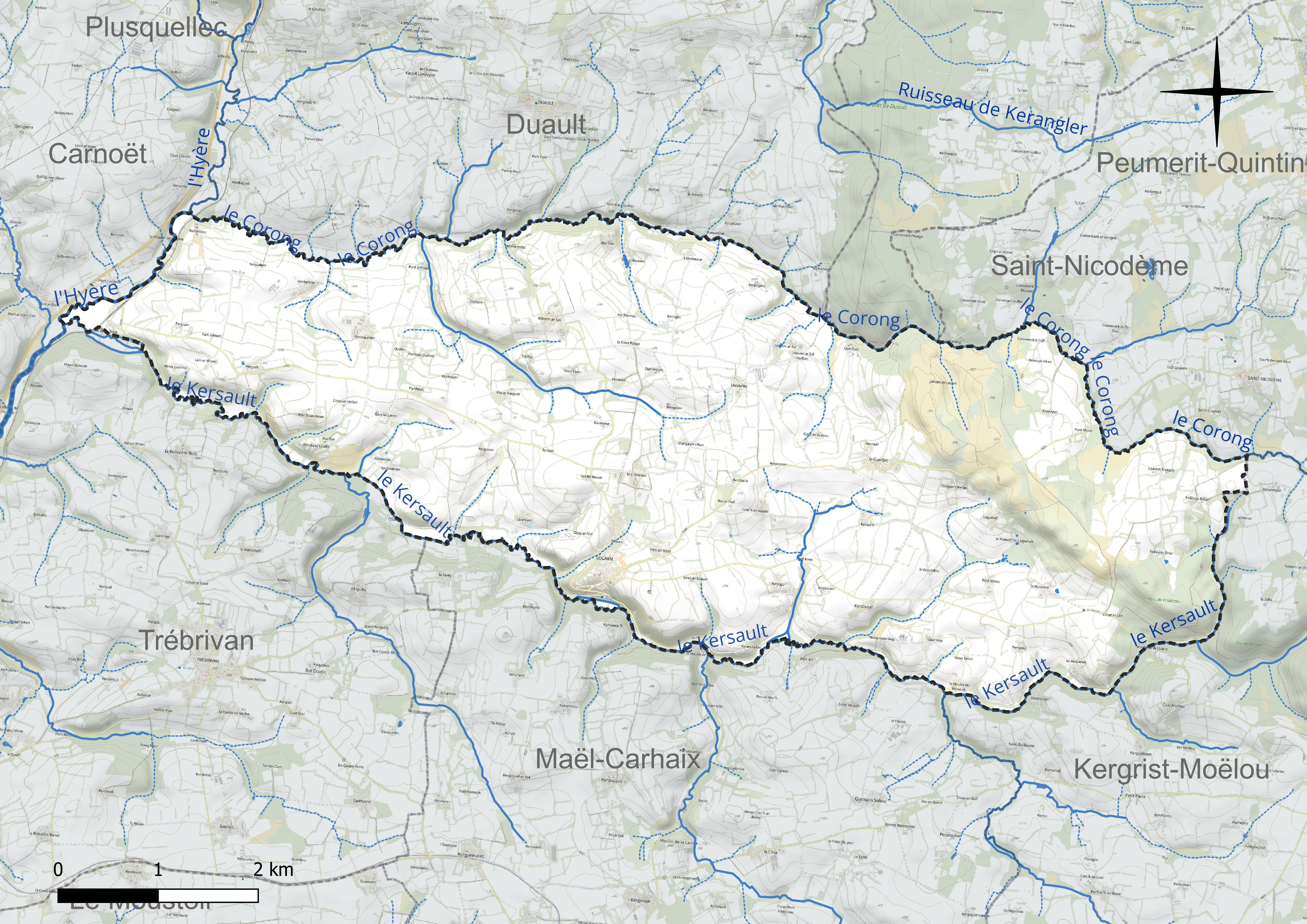
Réseau hydrographique de Locarn.

Le Kersault, d'une longueur de 17 km, prend sa source dans la commune de Kergrist-Moëlou et se jette  dans l'Hyère sur la commune, après avoir traversé quatre communes. 

### Climat
Pour des articles plus généraux, voir Climat de la Bretagne et Climat des Côtes-d'Armor.
En 2010, le climat de la commune est de type climat océanique franc, selon une étude du CNRS s'appuyant sur une série de données couvrant la période 1971-2000. En 2020, Météo-France publie une typologie des climats de la France métropolitaine dans laquelle la commune est exposée à un climat océanique et est dans la région climatique  Finistère nord, caractérisée par une pluviométrie élevée, des températures douces en hiver (6 °C), fraîches en été et des vents forts. Parallèlement l'observatoire de l'environnement en Bretagne publie en 2020 un zonage climatique de la région Bretagne, s'appuyant sur des données de Météo-France de 2009. La commune est, selon ce zonage, dans la zone « Monts d'Arrée », avec des hivers froids, peu de chaleurs et de fortes pluies.
Pour la période 1971-2000, la température annuelle moyenne est de 10,8 °C, avec  une amplitude thermique annuelle de 11,6 °C. Le cumul annuel moyen de précipitations est de 1 099 mm, avec 17,4 jours de précipitations en janvier et 8,2 jours en juillet. Pour la période 1991-2020, la température moyenne annuelle observée sur la station météorologique la plus proche, située sur la commune de Rostrenen à 12 km à vol d'oiseau, est de 11,1 °C et le cumul annuel moyen de précipitations est de 1 146,6 mm,. Pour l'avenir, les paramètres climatiques de la commune estimés pour 2050 selon différents scénarios d’émission de gaz à effet de serre sont consultables sur un site dédié publié par Météo-France en novembre 2022.

### Paysages et habitat
Le paysage agraire traditionnel de Locarn est le bocage avec un habitat dispersé en écarts formés de hameaux ("villages") et fermes isolées.Éloignée des grands centres urbains, la commune a conservé son caractère rural, échappant à la rurbanisation ; quelques lotissements d'importance très modeste ont toutefois été construits depuis la Seconde Guerre mondiale au nord du bourg, le long des routes départementales 11 et 20.

### Transports
Le bourg de Locarn n'est desservi que par des routes secondaires, principalement la RD 11; toutefois la RD 787 (ancienne RN 787), axe Carhaix - Guingamp, longe la vallée de l'Hyères, et longe la partie nord-ouest du finage communal, mais en passant uniquement sur le territoire de la commune de Carnoët.
La gare ferroviaire de Carnoët-Locarn gare ferroviaire est située sur la ligne de Guingamp à Carhaix, ancienne ligne à voie métrique du Réseau breton, qui a été mise au gabarit normal ; la gare est située sur la commune de Locarn, près de la limite communale avec Carnoët ; elle est éloignée des deux bourgs et située au lieu-dit Lochrist proche de la limite entre les deux communes.

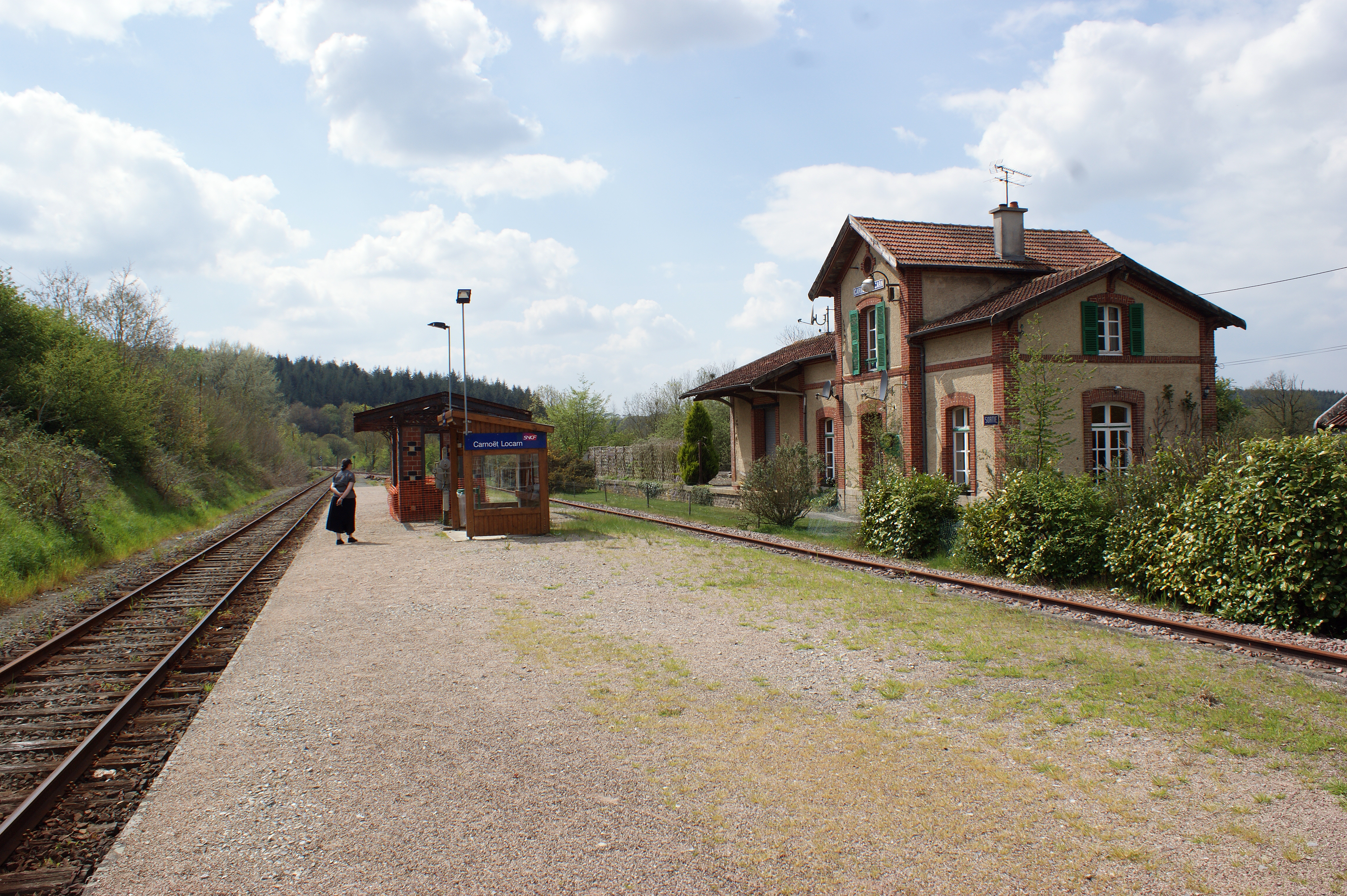
La halte ferroviaire de Carnoët-Locarn 1.
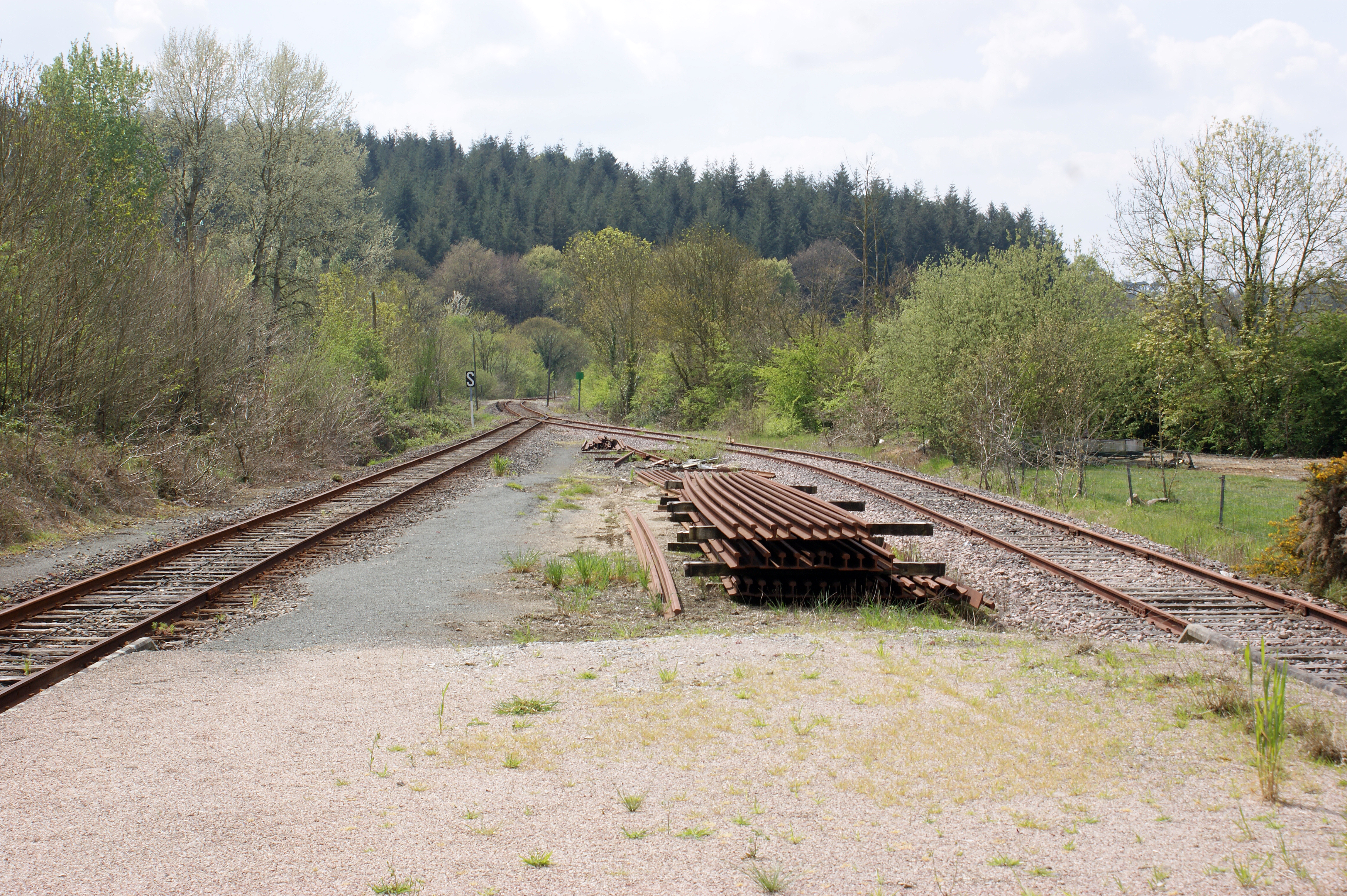
La halte ferroviaire de Carnoët-Locarn 2.

## Urbanisme

### Typologie
Au 1er janvier 2024, Locarn est catégorisée commune rurale à habitat très dispersé, selon la nouvelle grille communale de densité à 7 niveaux définie par l'Insee en 2022.
Elle est située hors unité urbaine et hors attraction des villes,.

### Occupation des sols

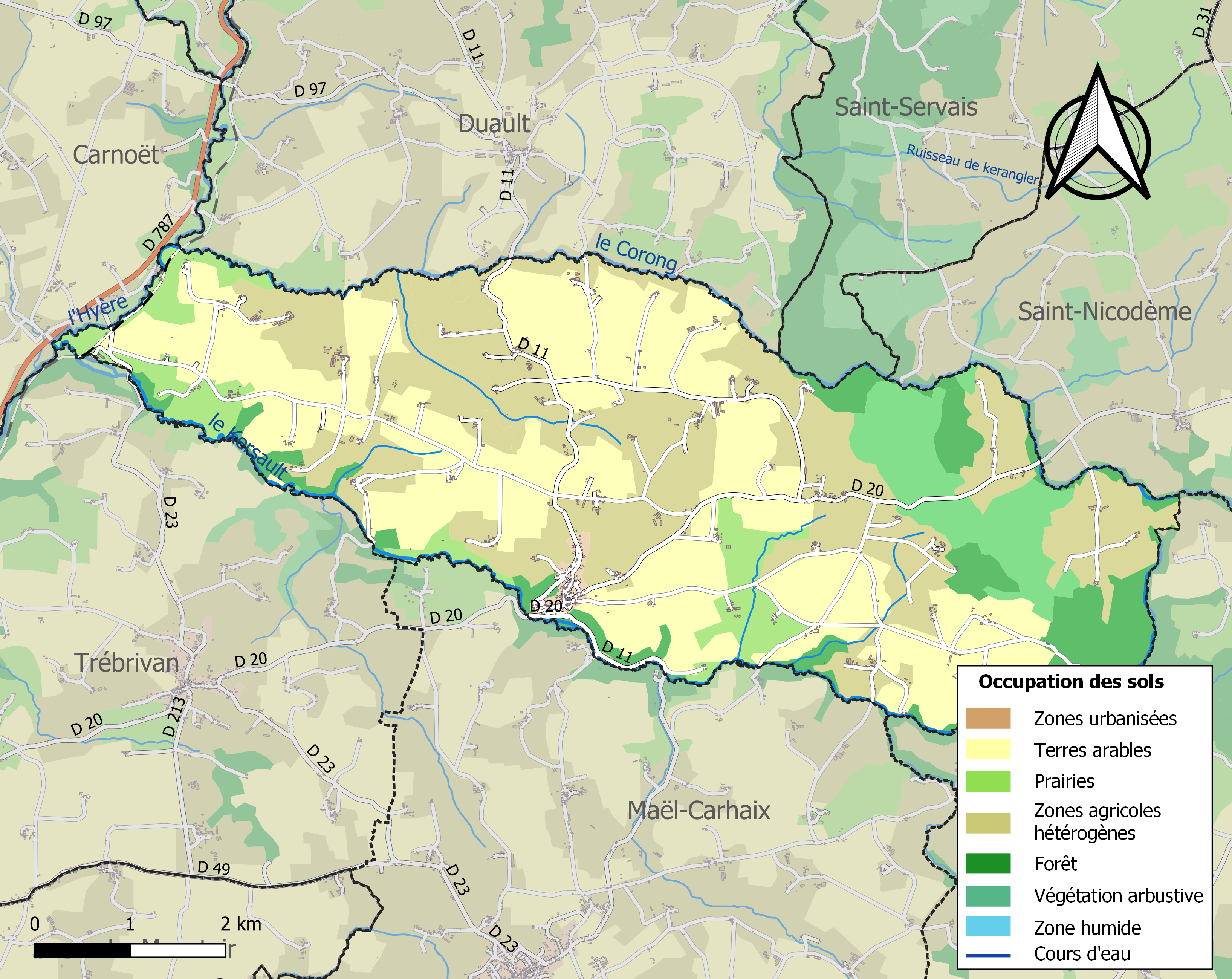
Carte des infrastructures et de l'occupation des sols de la commune en 2018 (CLC).

Le tableau ci-dessous présente l'occupation des sols de la commune en 2018, telle qu'elle ressort de la base de données européenne d’occupation biophysique des sols Corine Land Cover (CLC).
| Type d’occupation                                                                   | Pourcentage | Superficie (en hectares) |
| ----------------------------------------------------------------------------------- | ----------- | ------------------------ |
| Tissu urbain discontinu                                                             | 0,8 %       | 26                       |
| Terres arables hors périmètres d'irrigation                                         | 39,9 %      | 1298                     |
| Prairies et autres surfaces toujours en herbe                                       | 7,0 %       | 227                      |
| Systèmes culturaux et parcellaires complexes                                        | 33,0 %      | 1075                     |
| Surfaces essentiellement agricoles interrompues par des espaces naturels importants | 3,3 %       | 109                      |
| Forêts de feuillus                                                                  | 8,5 %       | 276                      |
| Forêts de conifères                                                                 | 0,9 %       | 29                       |
| Landes et broussailles                                                              | 6,4 %       | 210                      |
| Forêt et végétation arbustive en mutation                                           | 0,2 %       | 6                        |
| Source : Corine Land Cover                                                          |             |                          |

## Toponymie
Le nom de la localité est attesté sous les formes Quelen en 1536, Loc-Karn en 1636, treve de Locarn en 1783, Loccarn en 1709, Loc-Harn en 1779, Locarn Quelen en 1789, Locarn en 1790, Locarne au XVIIIe siècle.
Locarn vient du breton lok (lieu consacré) à saint Hernin, Ternin, Ternen, Hern ou Harn, ermite originaire de Grande-Bretagne. Son nom veut dire « ermitage d'Hernin » et prouve que l'accent tonique du nom du saint portrait sur la première syllabe, conformément à la prononciation bretonne.
La commune possède un gentilé propre employé dès 1909, qui est "Locarnais" .

## Histoire

### Préhistoire et Antiquité
En 1883, la Société archéologique des Côtes-du-Nord recense et décrit 4 menhirs à Locarn : un près du village de Quellennec Bleis (haut de 2,85 mètres) ; un second à un kilomètre du précédent, haut de 2 mètres, avec un pourtour à la base de 4,30 mètres ; un troisième à Loguevel, haut de 4,30 mètres et un quatrième au Grand Follézou, de 3,40 mètres de haut ; il cite aussi deux pierres à cupules, l'une près du chemin du Guelenec dans le bourg de Saint-Nicodème, l'autre à la sortie du village du Grand Follézou « énome bloc de six mètres dix centimètres de longueur, de quatre mètres trente centimètres de large, (...) portant sur sa surface plusieurs cuvettes avec rigoles d'écoulement ».
Aucun vestige gallo-romain n'est connu à Locarn.

### Moyen-Âge

#### Le Haut Moyen-Âge
Locarn provient d'un démembrement de la paroisse primitive de Maël et est devenu par la suite, probablement au haut Moyen-Âge, une trève de la paroisse de Duault, mais le nom de Locarn (Loc-Harn) n'apparaît sur aucun document avant le XIe siècle.

#### Les seigneurs de Quelen

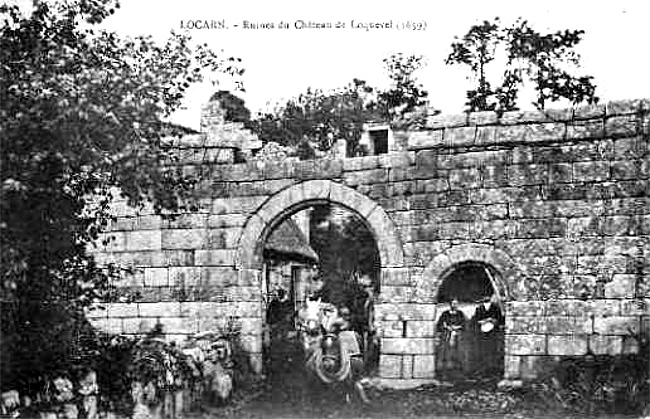
Les ruines du château de Loguével, construit en 1459 (carte postale, vers 1925).

Les seigneurs de Quelen  descendaient selon la tradition des comtes du Poher ; ils étaient fondateurs de Duault-Quelen , de Locarn, de Saint-Servais, de la trève de Quelen, des Augustins de Carhaix, etc. Eudon de Quelen a participé à la septième croisade (1249). Jean de Quelen, décédé en 1475, époux de Marguerite de Guernapin, est le premier seigneur connu de Loquenvel [Loguével] ; son fils Guillaume de Quélen (époux de Marie de Rosmadec), puis son petit-fils François de Quelen (époux d'Anne Le Rouge) sont ensuite seigneurs de Loguével[réf. nécessaire].
Olivier de Quelen, seigneur de Quelen et du Vieux-Chatel, époux de Marie de Berrien, fut fait chevalier banneret par le roi Louis XII , par lettres patentes données à Blois en mai 1512. Le château de Quelen, construit par Jean de Quelen mort en 1547) et sa seconde épouse Marie de Kergoët, disposait à Carhaix de haute, moyenne et basse justice, avec fourches patibulaires à 4 poteaux. De ce château il ne subsiste que des ruines, de même que pour celui de Loguevel.
La terre de Quelen, ayant acquis le titre de baronnie , appartint à la famille de ce nom jusqu'à la mort de Louise de Quelen, décédée en 1573, sans postérité.
La seigneurie de Quelen s'étendait sur les communes actuelles de Locarn, Plusquellec et Carnoët. Parmi les prérogatives du seigneur de Quelen, la plus curieuse, décrite dans un texte de 1679 (« Devoir de manger dû par le voyer de Carhaix au sire de Quelen et à ses vingt-quatre chevaliers »), était de se faire servir à table en janvier, tous les ans, un dîner pour lui et vingt-quatre chevaliers par le voyer de Carhaix.

### Temps modernes
La paroisse de Locarn se confondait avec la trève de Quelen, appelée aussi Quelen Locarn, du moins en 1669-1688.
Ses armoiries pourraient s'inspirer de celles de la famille de Quelen. La trève de Quelen Locarn dépendait de la paroisse de Duault.
Jean-Baptiste Ogée décrit ainsi Locarn en 1778 :

« Locarn ; trève de la paroisse de Duault ; à 13 lieues à l'Est-Nord-Est de Quimper, son évêché ; à 28 lieues de Rennes, et à 2 lieues de Callac, sa subdélégation. Cette trève relève du roi. L'église de Loc-Harn fut bâtie sur le tombeau de saint Hernin, qui mourut dans l'ermitage qu'il avait édifié dans cet endroit, en l'an 530. Les seigneurs de Quelen, du Bezou, de Kerprigent, de Loquenel [Loguevel], ont droit de sépulture dans cette église. Quelen, haute, moyenne et basse justice, à M. de Carcado ; Loquevel, haute, moyenne et basse justice, à M. Fleuriot de Langle ; Lopuen, moyenne et basse justice, aux enfants de M. Le Gonidec de Traissant. »

Les fourches patibulaires à 3 pots de la justice seigneuriale de Quelen étaient situées sur la montagne voisine de Quélennec.

### Révolution française
Jean Rolland, curé de la trève de Locarn entre 1780 et 1786, devenu ensuite curé de Trébrivan, refusa de prêter le serment de fidélité à la Constitution civile du clergé ; devenu donc prêtre réfractaire il fut guillotiné le 14 mai 1794 à Brest.

### LeXIXesiècle
A. Marteville et P. Varin, continuateurs d'Ogée, décrivent ainsi Locarn en 1843 :

« Locarn (sous l'invocation de saint Hernin) : commune formée de l'ancienne trève de Duault ; aujourd'hui succursale. (...) Principaux villages : Follezou-Bian, Follezou-Bras, la Boissière, Goas-Teriot, Kerivoall, Loguevel, Keranbellec, Crec'h-an-Vulzen, Kersech,  le Zefron-Huellaff, Guergonan, Pen-boas-Quadec, Pen-boas-Noas, Kerpert, Locrist, Ruefornon, Keraudren, Rest-Quelen, Trefflez, le Cleusiou, Legourlay, Kerprigent, Lopuen-Isellaf, Leplessix, Guellennec-Bleis. Superficie totale 3 236 hectares 23 ares 40 centiares, dont (...) terres labourables 1 871 ha, prés et pâturages 289 ha, bois 139 ha, vergers et jardins 65 ha, landes et incultes 727 ha, étangs 7 ha (...). Moulins 6 (de Kersault, de Locarn, de Lochrist, du Plessix, Névez ; à eau). Saint Harn ou Hernin a vécu en solitaire en ce lieu et qui y a été enterré.Saint Harn ou Hernin est nommé en Haute-Bretagne Saint-Carné. Locharn est donc la véritable orthographe, et c'est à tort qu'on lui a substitué celle de Locarn. Il y a, outre l'église, les deux chapelles Névez et Loquelon. Il y a foire le premier lundi de mai. Géologie : schiste argileux ; ardoisières exploitées sur plusieurs points. On parle le breton. »

Joachim Gaultier du Mottay écrit en 1862 que Locarn dispose d'une école de garçons ayant 26 élèves et décrit ainsi la commune : « Territoire très accidenté, très montueux, peu boisé, mais ayant quelques vergers ; sol argileux et pierreux, terres médiocres. 1/10e de la contenance est en prairies naturelles assez bonnes ; 1/4 environ est sous landes et bruyères, peu susceptibles d'être mises en culture ». Il indique aussi que les ardoisières de la commune produisent chaque année environ 200 000 ardoises.
Le château de Quelen est démoli dans le courant du XIXe siècle.
En 1883, lors du comice agricole du canton de Maël-Carhaix qui se tint à Locarn, H.-M. Tanguy déclare qu'« aujourd'hui le bœuf de travail a disparu à peu près partout dans le canton de Maël, grâce à l'amélioration et au perfectionnement des rutes et chemins, il n'y reste plus de pace que pour le bœuf d'engrais » et que les bovins reproducteurs les plus nombreux sont désormais majoritairement de race Durham alors que 24 ans auparavant, lors d'un autre comice qui s'était tenu à Locarn « on ne les eût pas rencontrés ».
La gare de Carnoët-Locarn ouvre en 1893, en même temps que la mise en exploitation de la ligne ferroviaire de Guingamp à Carhaix.

### LeXXesiècle

#### La Belle Époque
Le journal L'Ouest-Éclair écrit le 30 mars 1900 que « de nombreux départs viennent d'avoir lieu à Locarn. (...) Un parisien passait dans ce pays dernièrement et recrutait plusieurs jeunes des plus solides, à 5 francs par jour, pour aider aux travaux de l'Exposition universelle. Notons que ceux-ci connaissent à peine le français et que plusieurs même n'ont jamais quitté leur pays. Que vont-ils devenir dans cette vie parisienne si opposée à la leur ? Que vont-ils devenir loin de leur religion, de leur famille, et de leur chère Bretagne ? Ils vont avoir le sort de bien d'autres. Ils reviendront pervertis aussi gueux qu'ils sont partis. Peut-être plus gueux. Peut-être ne reviendront-ils jamais... ».
En 1903 le curé de Locarn et son vicaire furent privés de leur traitement pour avoir fait le catéchisme en breton ; le conseil municipal protesta unanimement contre cette décision : « Quel est le grief invoqué pour essayer de justifier cet acte arbitraire ? On reproche à nos prêtres d'avoir fait le catéchisme en breton. Or ils le font en français aux 4 ou 5 enfants de la commune qui le savent suffisamment. Il serait parfaitement inutile d'employer la langue française pour catéchiser les autres enfants, attendu qu'ils ne comprennent que le breton ».
Le journal La Dépêche de Brest et de l'Ouest écrit le 8 mars 1906 que « les opérations d'inventaire ont réussi » dans diverses communes du département, dont celle de Locarn.
Un service téléphonique ouvre à Locarn le 1er mai 1911.
Un décret du président de la République en date du 6 novembre 1911 attribue « à la commune de Locarn, à défaut de bureau de bienfaisance, les biens ayant appartenu à la fabrique de l'église de Locarn et actuellement placés sous séquestre ». Un bureau de bienfaisance est d'ailleurs créé en 1912 dans la commune.

#### La Première Guerre mondiale

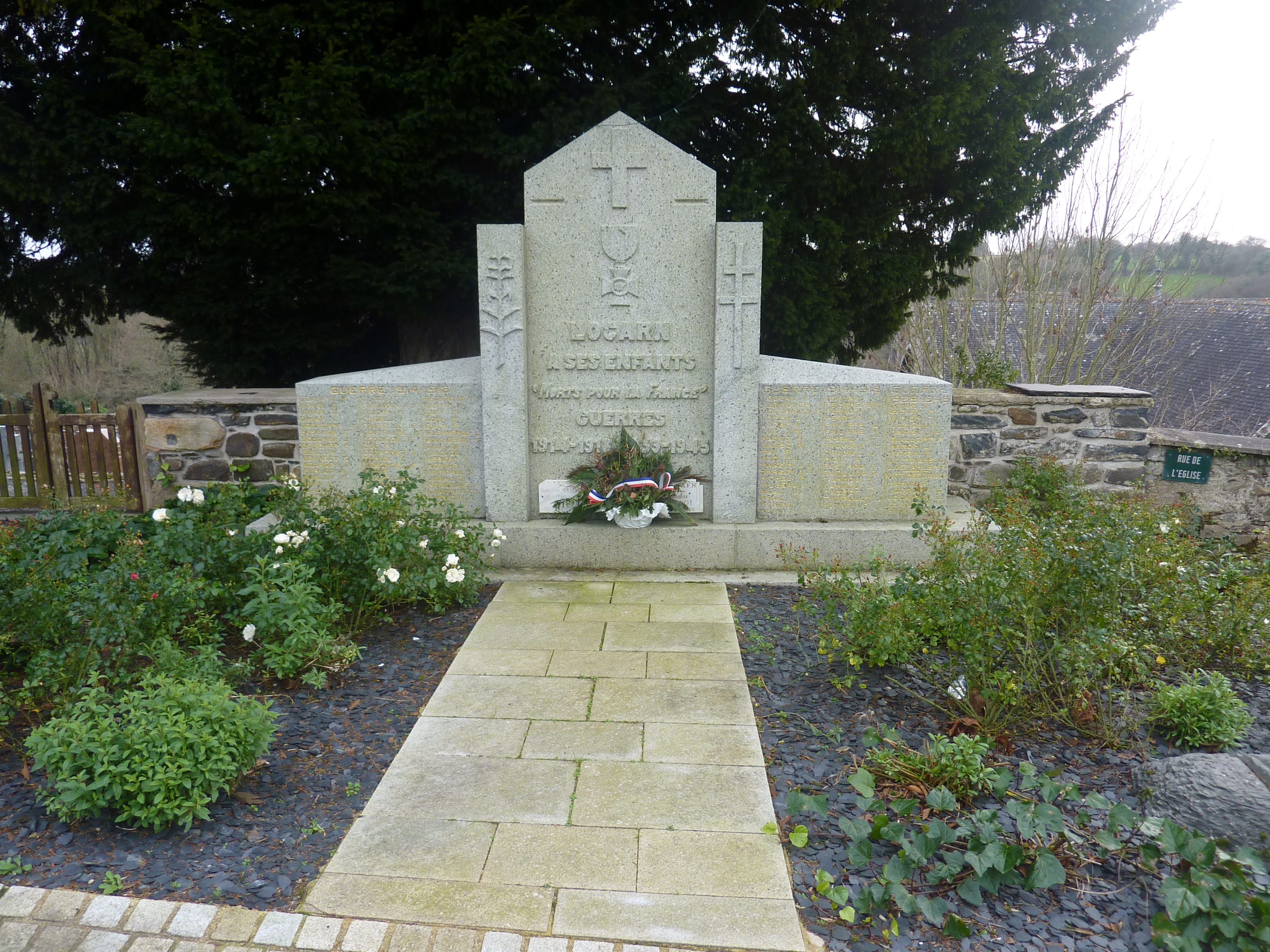
Le monument aux morts de Locarn.

Le monument aux morts de Locarn porte les noms de 87 soldats morts pour la Patrie pendant la Première Guerre mondiale : parmi eux 5 Mathurin Bernard, Laurent Clevede, François Gestin, Louis Guervenou et Pierre Le Du) sont morts en Belgique dès 1914 ; Jean Le Bonhomme, quartier-maître canonnier, est mort en mer (de maladie) en 1916 sur le croiseur cuirassé Gloire ; François Coutellec a été tué à l'ennemi en Italie en 1917 ; Claude Lincot est mort en Grèce en 1918 ; les autres sont morts sur le sol français, à l'exception de François Burlot, mort de maladie en Hongrie le 29 novembre 1918, donc après l'armistice.

#### L'Entre-deux-guerres

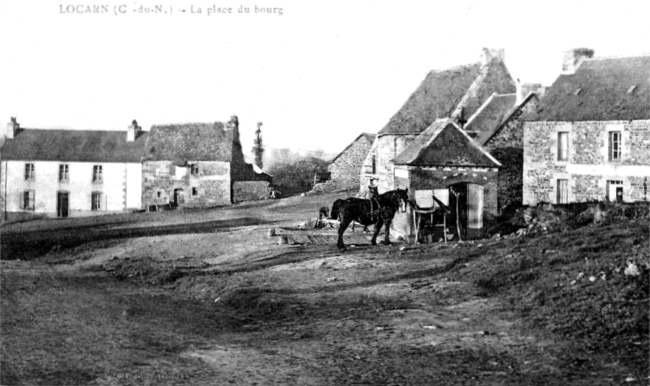
Locarn : la place du bourg vers 1920 (carte postale).

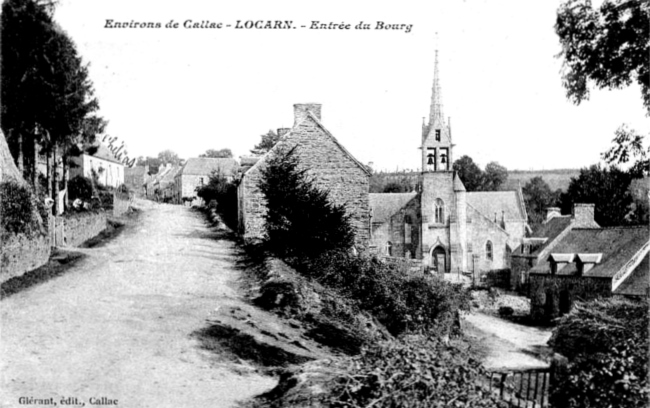
Locarn : l'entrée du bourg vers 1920 (carte postale Glérant).

Des jeunes paysans de Locarn émigrent pendant la décennie 1920 en direction du Périgord et du sud-ouest de la France ; certains s'installèrent dans le Périgord, notamment dans le canton de Seyches et dans la région de Monflanquin.
La carrière d'ardoise du Bois de Mezle est fermée depuis l'Entre-deux-guerres. Son site est désormais un lieu de randonnée. Un sentier d'interprétation appelé « La vallée des ardoisières », permet de découvrir l'histoire d'une ardoisière du Kreiz Breizh.

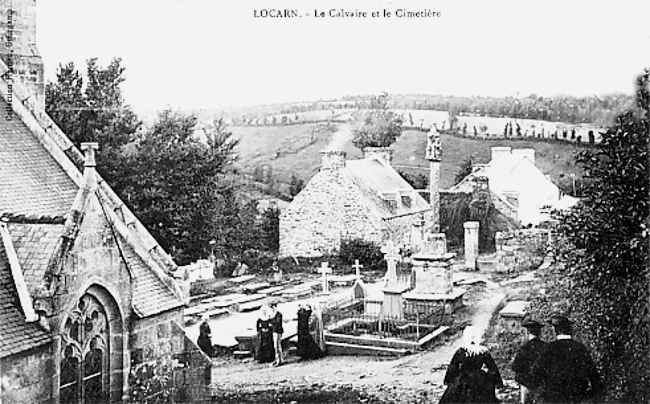
Locarn : église et cimetière vers 1925 (carte postale).
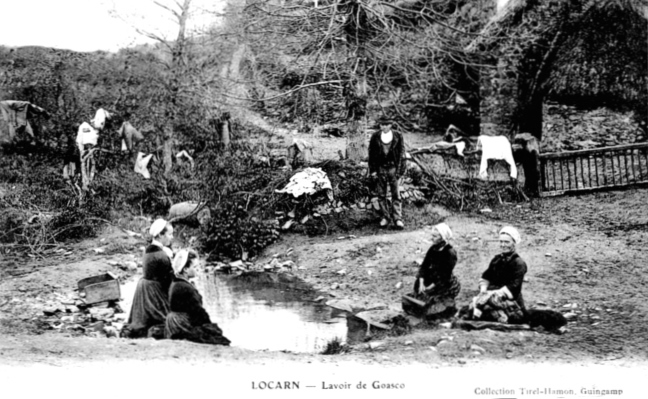
Locarn : le lavoir de Goasco vers 1925 (carte postale).

#### La Seconde Guerre mondiale
Le monument aux morts de Locarn porte les noms de 15 personnes mortes pour la France pendant la Seconde Guerre mondiale : parmi elles, deux au moins (Jean Daniel et Joseph Hamon) sont des soldats morts lors de la Bataille de France au printemps 1940 ; Marcel Hamon est mort en 1942 alors qu'il était en captivité en Allemagne ; Raymond Lostanlen est mort en 1943 en Allemagne ; Pierre Hamon et Guillaume Jourdren sont des victimes civiles de la guerre (tués en juin 1944), de même que Joséphine Le Guet, fusillée à Locarn en juillet 1944 ; Jean Le Moigne, quartier-maître dans les Commandos Kieffer (France libre), a été tué le 6 juin 1944 à Hermanville-sur-Mer lors des combats du Débarquement de Normandie ; Jean Le Dantec et Pierre Perrot, résistants, ont été fusillés en juin 1944 à Maël-Carhaix ; François Cozigou, ancien maquisard, fut tué lors des combats de la Poche de Lorient le 10 mars 1945.

#### L'après Seconde Guerre mondiale

##### Les guerres d'Indochine et d'Algérie
Un soldat originaire de Locarn (Roger Simon) est mort pour la France pendant la Guerre d'Indochine et un (Auguste Bournot) pendant la Guerre d'Algérie.

##### L'institut de Locarn
L'institut de Locarn est créé en 1991, visant à être le "Think Tank" de l'Ouest armoricain. Il est rénové entre 2020 et 2022 par une nouvelle équipe dirigeante qui désire en faire un lieu au service du Centre Bretagne.

## Politique et administration
| Période                                  | Période        | Identité             | Étiquette | Qualité                                                        |
| ---------------------------------------- | -------------- | -------------------- | --------- | -------------------------------------------------------------- |
| Les données manquantes sont à compléter. |                |                      |           |                                                                |
| 1803                                     | 1805           | Yves Geffroy         |           |                                                                |
| 1806                                     | 1807           | Yves Le Bonhomme     |           |                                                                |
| 1807                                     | 1808           | Julien Quéméner      |           | Cultivateur                                                    |
| 1808                                     | 1842           | Guillaume Le Moigne  |           | Cultivateur                                                    |
| 1842                                     | 1848           | Toussaint Guillerm   |           |                                                                |
| 1848                                     | 1855           | François L'Hélias    |           |                                                                |
| 1855                                     | 1867           | François Guillou     |           |                                                                |
| 1868                                     | 1870           | Louis de Quelen      |           | Vicomte                                                        |
| 1870                                     | 1888           | François Guillou     |           |                                                                |
| 1888                                     | 1896           | Joseph Quéméner      |           |                                                                |
| 1896                                     | mai 1900       | Yves Laizet          |           |                                                                |
| mai 1900                                 | mai 1908       | René Neuder          |           | Notaire                                                        |
| mai 1908                                 | mai 1935       | Henri de Quelen      |           | Propriétaire agriculteur Comte. Habitait le château de Quelen. |
| mai 1935                                 | mai 1953       | Yves Le Gall         |           | Cultivateur                                                    |
| mai 1953                                 | mars 1965      | Jean-Marie Pinson    |           |                                                                |
| mars 1965                                | mars 1983      | Théophile Le Bozec   |           |                                                                |
| mars 1983                                | mars 2001      | Roger Pinson         | DVD       |                                                                |
| mars 2001                                | 21 mars 2008   | Christophe de Quelen | DVG       | Artisan menuisier                                              |
| 21 mars 2008                             | 28 mars 2014   | Brieuc Le Bozec      |           | Commissaire de police retraité                                 |
| 28 mars 2014                             | 3 juillet 2020 | Johann Guillossou    | DVD       | Agriculteur                                                    |
| 3 juillet 2020                           | En cours       | Marjorie Bert        |           | Éleveuse canin                                                 |

## Démographie
L'évolution du nombre d'habitants est connue à travers les recensements de la population effectués dans la commune depuis 1793. Pour les communes de moins de 10 000 habitants, une enquête de recensement portant sur toute la population est réalisée tous les cinq ans, les populations de référence des années intermédiaires étant quant à elles estimées par interpolation ou extrapolation. Pour la commune, le premier recensement exhaustif entrant dans le cadre du nouveau dispositif a été réalisé en 2008.

En 2022, la commune comptait 421 habitants, en évolution de +3,95 % par rapport à 2016 (Côtes-d'Armor : +1,78 %, France hors Mayotte : +2,11 %).
| 1793  | 1800  | 1806  | 1821  | 1831  | 1836  | 1841  | 1846  | 1851  |
| ----- | ----- | ----- | ----- | ----- | ----- | ----- | ----- | ----- |
| 1 159 | 1 111 | 1 340 | 1 209 | 1 377 | 1 525 | 1 642 | 1 746 | 1 768 |

| 1856  | 1861  | 1866  | 1872  | 1876  | 1881  | 1886  | 1891  | 1896  |
| ----- | ----- | ----- | ----- | ----- | ----- | ----- | ----- | ----- |
| 1 740 | 1 655 | 1 650 | 1 534 | 1 588 | 1 614 | 1 673 | 1 678 | 1 543 |

| 1901  | 1906  | 1911  | 1921  | 1926  | 1931  | 1936  | 1946  | 1954  |
| ----- | ----- | ----- | ----- | ----- | ----- | ----- | ----- | ----- |
| 1 637 | 1 749 | 1 763 | 1 645 | 1 597 | 1 421 | 1 309 | 1 203 | 1 100 |

| 1962 | 1968 | 1975 | 1982 | 1990 | 1999 | 2006 | 2008 | 2013 |
| ---- | ---- | ---- | ---- | ---- | ---- | ---- | ---- | ---- |
| 972  | 860  | 695  | 575  | 525  | 457  | 511  | 527  | 422  |

| 2018 | 2022 | - | - | - | - | - | - | - |
| ---- | ---- | - | - | - | - | - | - | - |
| 409  | 421  | - | - | - | - | - | - | - |

Locarn a perdu 75 % de sa population entre 1851 et 1999, passant de 1 768 habitants à 457 entre ces deux dates ; le déclin démographique s'est poursuivi depuis, la commune n'ayant plus que 406 habitants en 2018. Locarn est en 2020, selon l'INSEE, la commune de Bretagne où le pourcentage de logements vacants (27,5 %) est le plus élevé. De manière plus générale, Locarn se situe dans la zone du Centre-Bretagne (Argoat) où la part des logements vacants est la plus forte. Cette zone est aussi celle de Bretagne où le coût de l'immobilier est le moins élevé

## Culture locale et patrimoine

### Lieux et monuments
- Église Saint-Hernin : elle date du XVIe siècle, mais la nef et le clocher ont été reconstruits entre 1894 et 1900 lors d'une restauration de l'église menée par Ernest Le Guerranic ; seuls le chœur et le transept de l'église du XVIe siècle ont été conservés, ainsi qu'une partie du mobilier datant principalement du XVIIe siècle : chaire à prêcher, retable, certaines statues (piétà, saint Hernin, sainte Trinité,..) et la maîtresse-vitre[50]. L'église est « située dans une position pittoresque, sur la pente rapide d'un mamelon entouré d'arbres » écrit Joachim Gaultier du Mottay en 1862[30] ; elle a aussi conservé une roue de fortune du XIXe siècle qui possède 11 clochettes[51]. Le Trésor de Locarn est constitué de 4 pièces d'orfèvrerie datant des XIVe siècle et XVIe siècle.

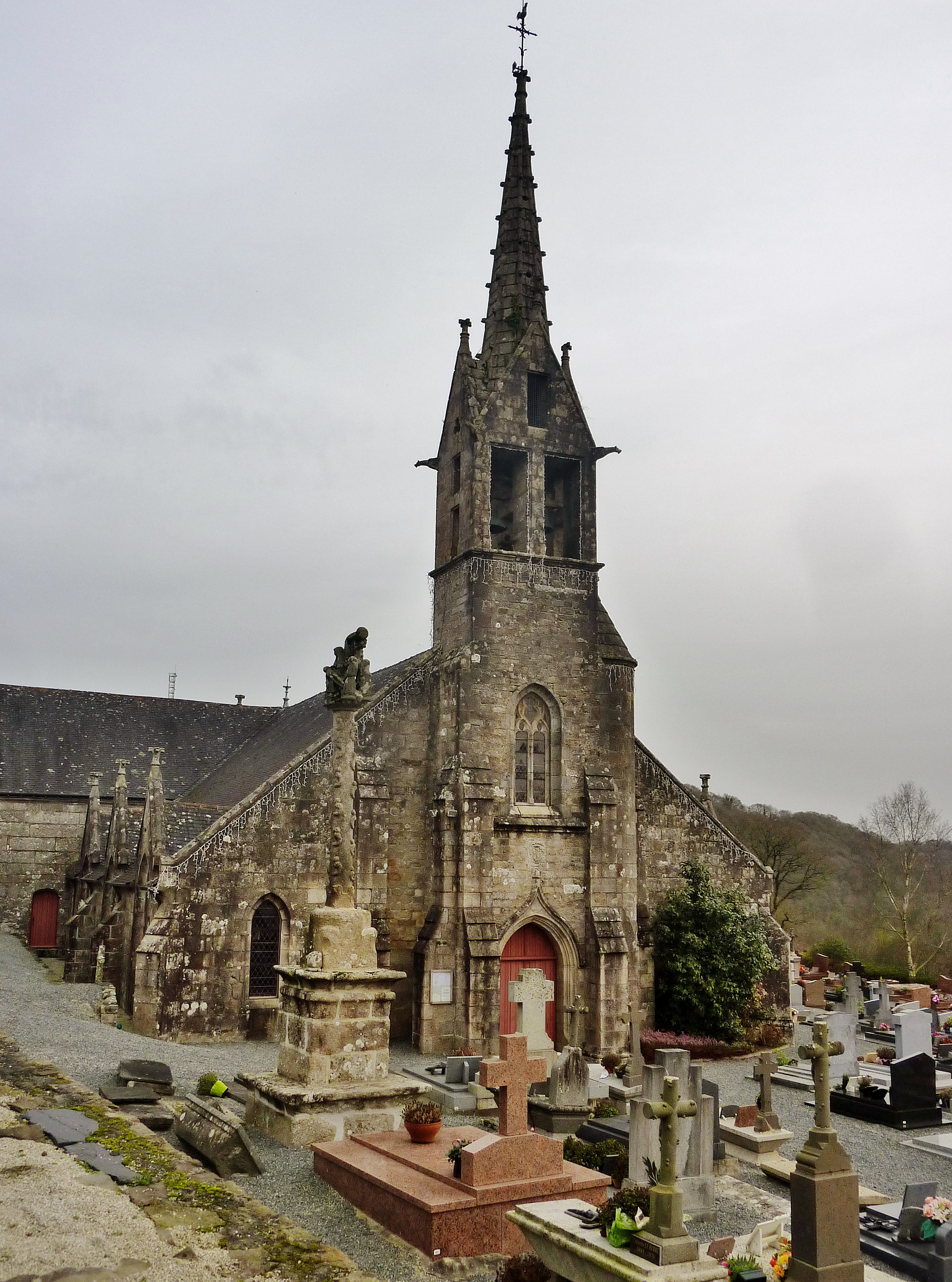
Vue extérieure de l'église Saint-Hernin au milieu du cimetière.
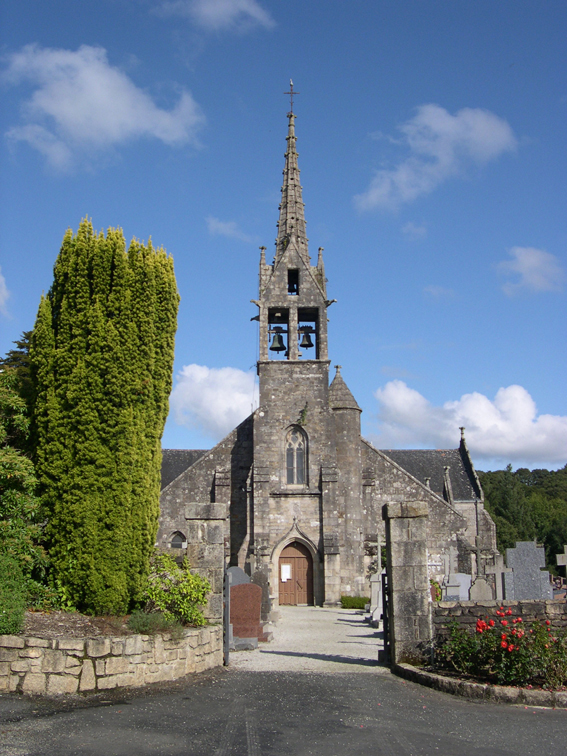
Église Saint-Hernin : vue d'ensemble.
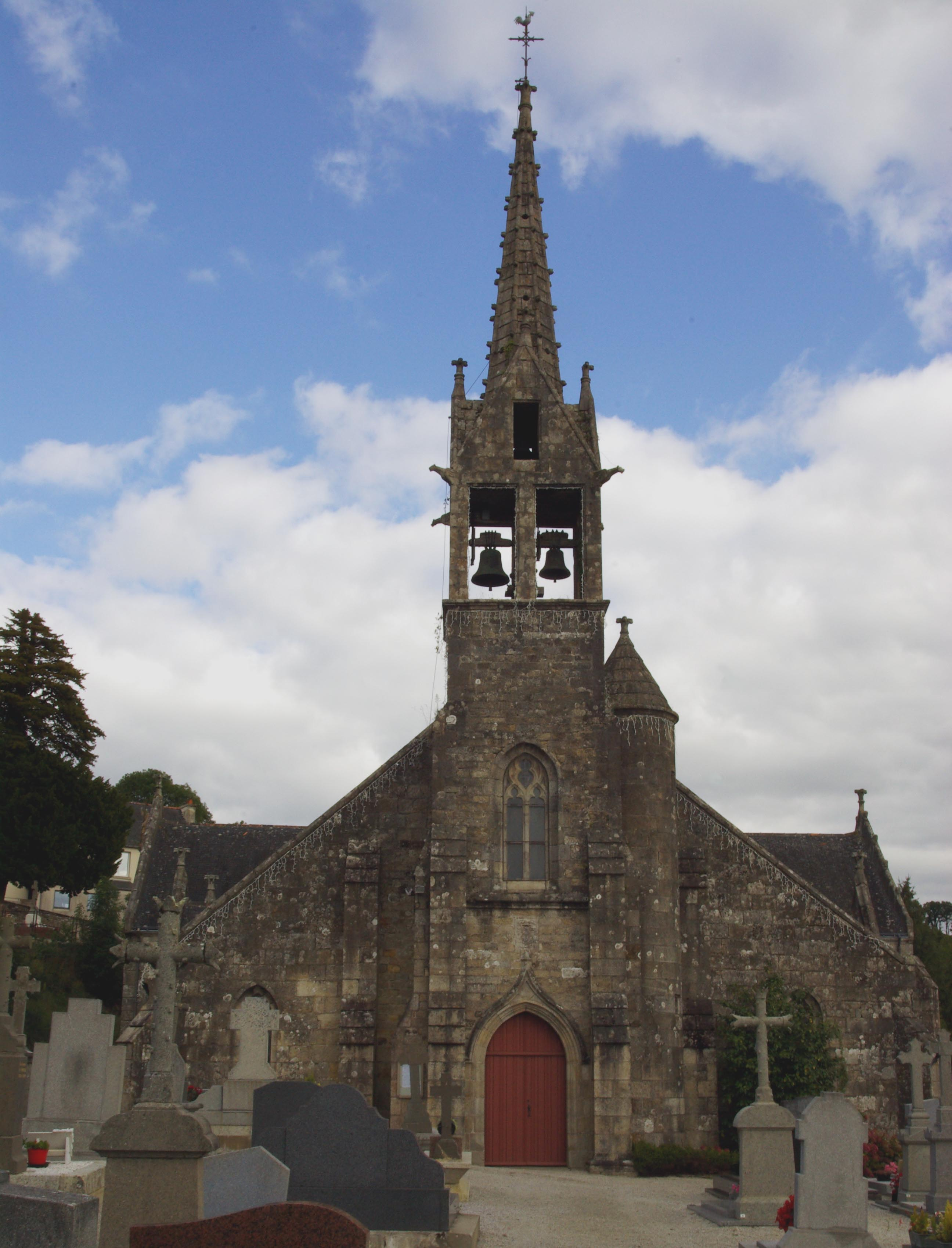
Église Saint-Hernin : façade.
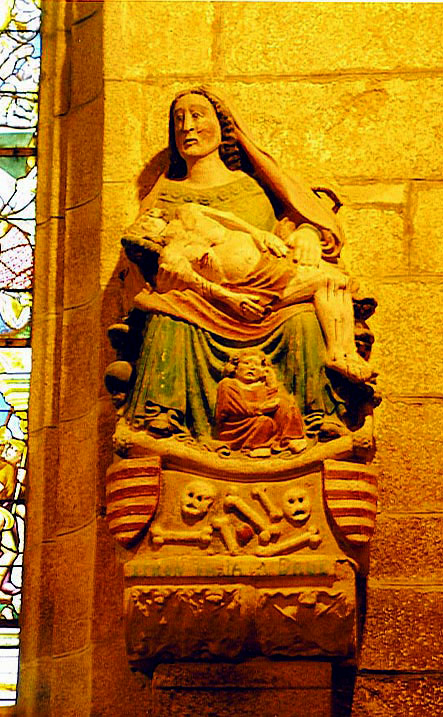
Église Saint-Hernin : piétà.
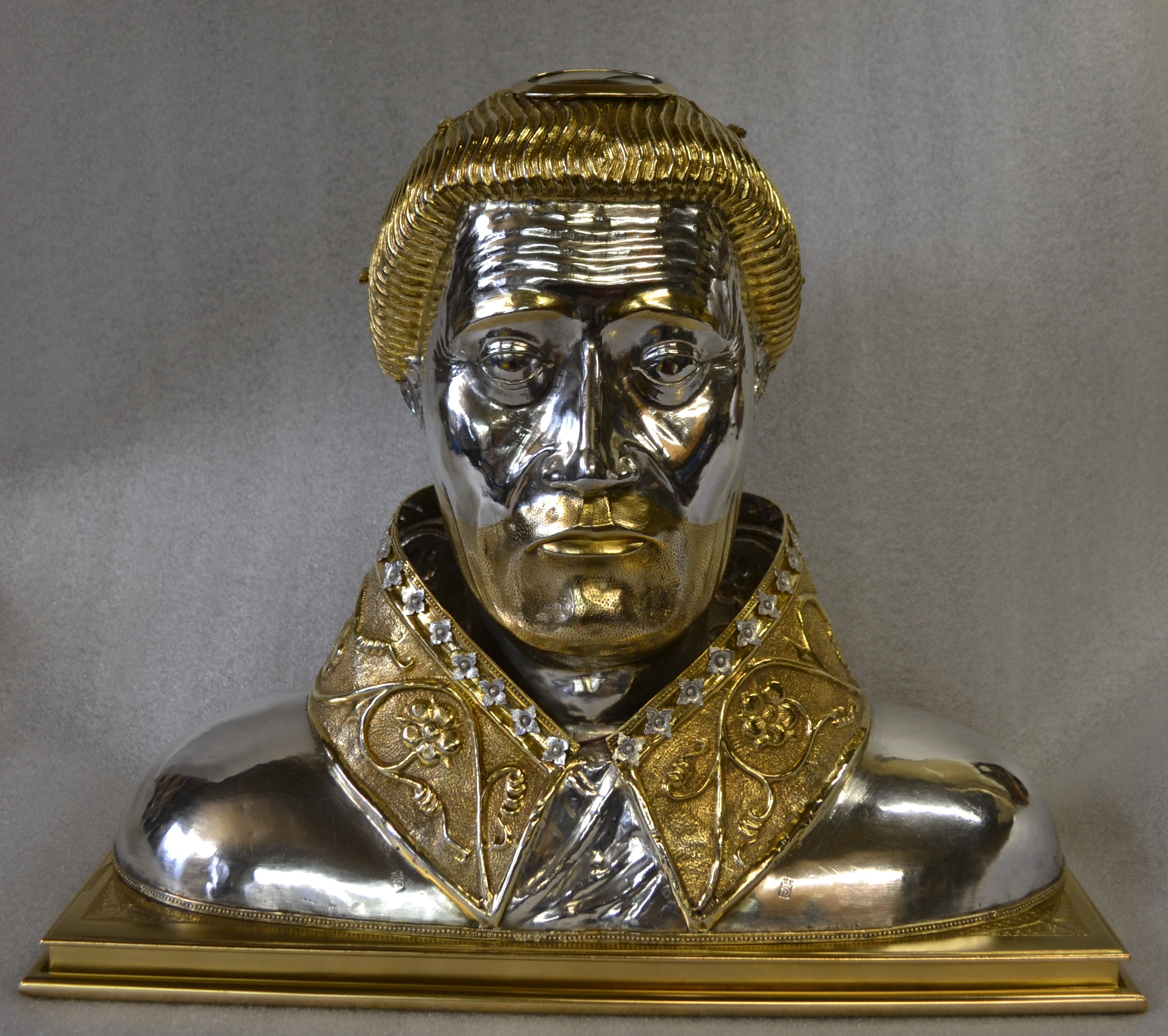
Buste-reliquaire de saint Hernin (en argent, fin XIVe siècle ou début XVe siècle).
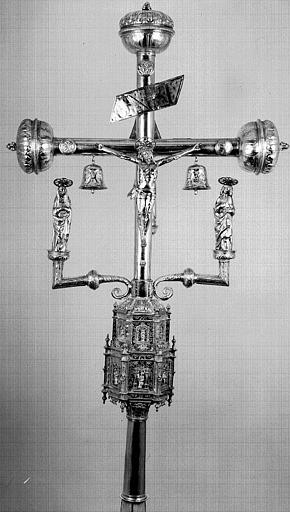
Croix de procession.

Selon une légende, au cours d'une chasse, un cerf se réfugia sur le tombreau de saint Hernin ; le comte de Quelen, ses gens et ses chiens furent alors pétrifiés et le cerf pût regagner la forêt ; c'est devant ce miracle que le comte fit construite l'église au milieu de l'ermitage et l'autel sur le tombeau du saint.
- Chapelle Notre-Dame des Fleurs, dite aussi « Notre-Dame de Bleun » ou Itron Varia Bleuven ; la chapelle a été reconstruite au XVIIe siècle et sa table d'autel provient d'un dolmen trouvé lors de la restauration de la chapelle en 1972 ;

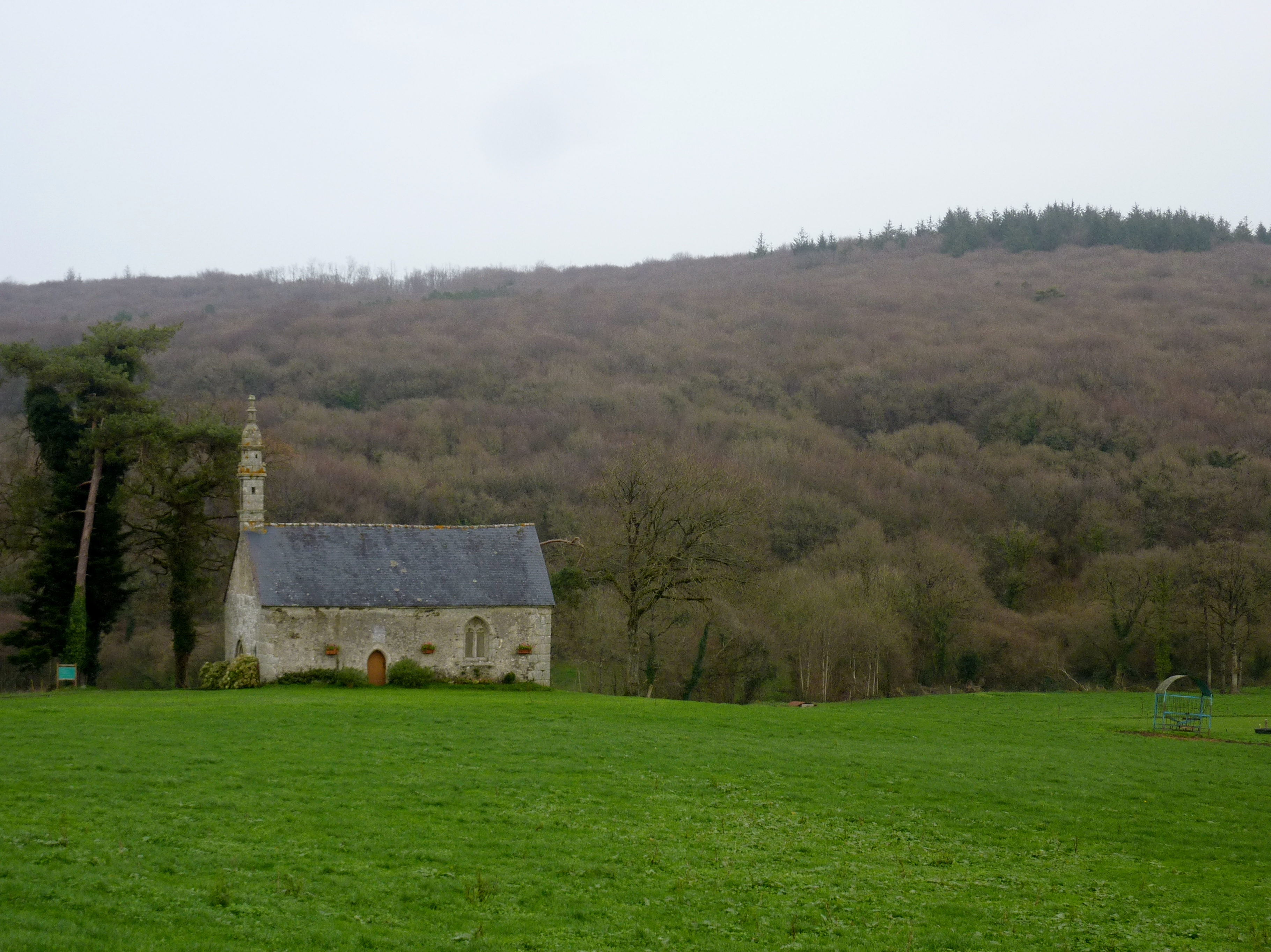
La chapelle Notre-Dame-des-Fleurs (ou Notre-Dame-de-Bleun) devant la forêt de Duault.
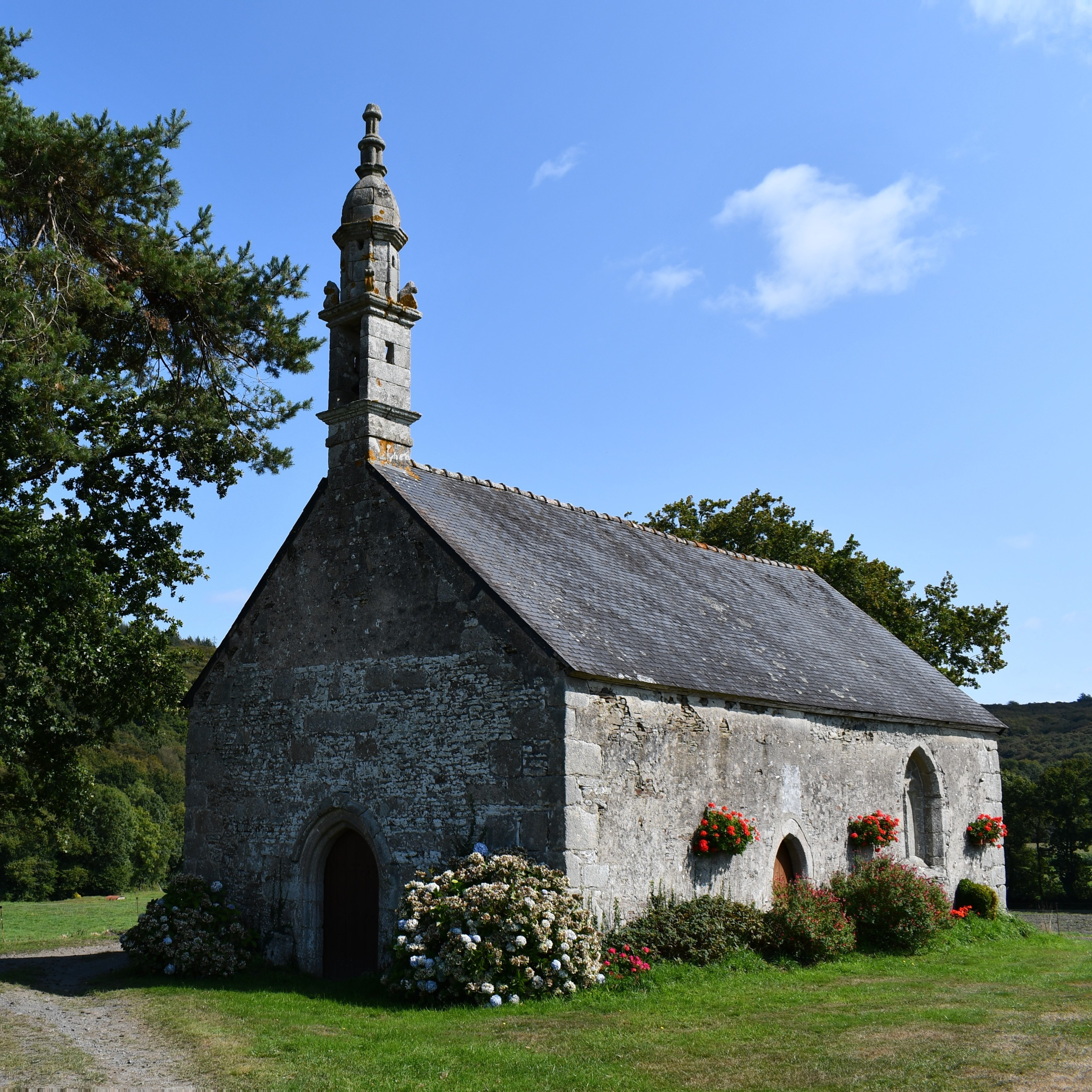
Chapelle Notre-Dame-des-Fleurs : vue extérieure d'ensemble 1.
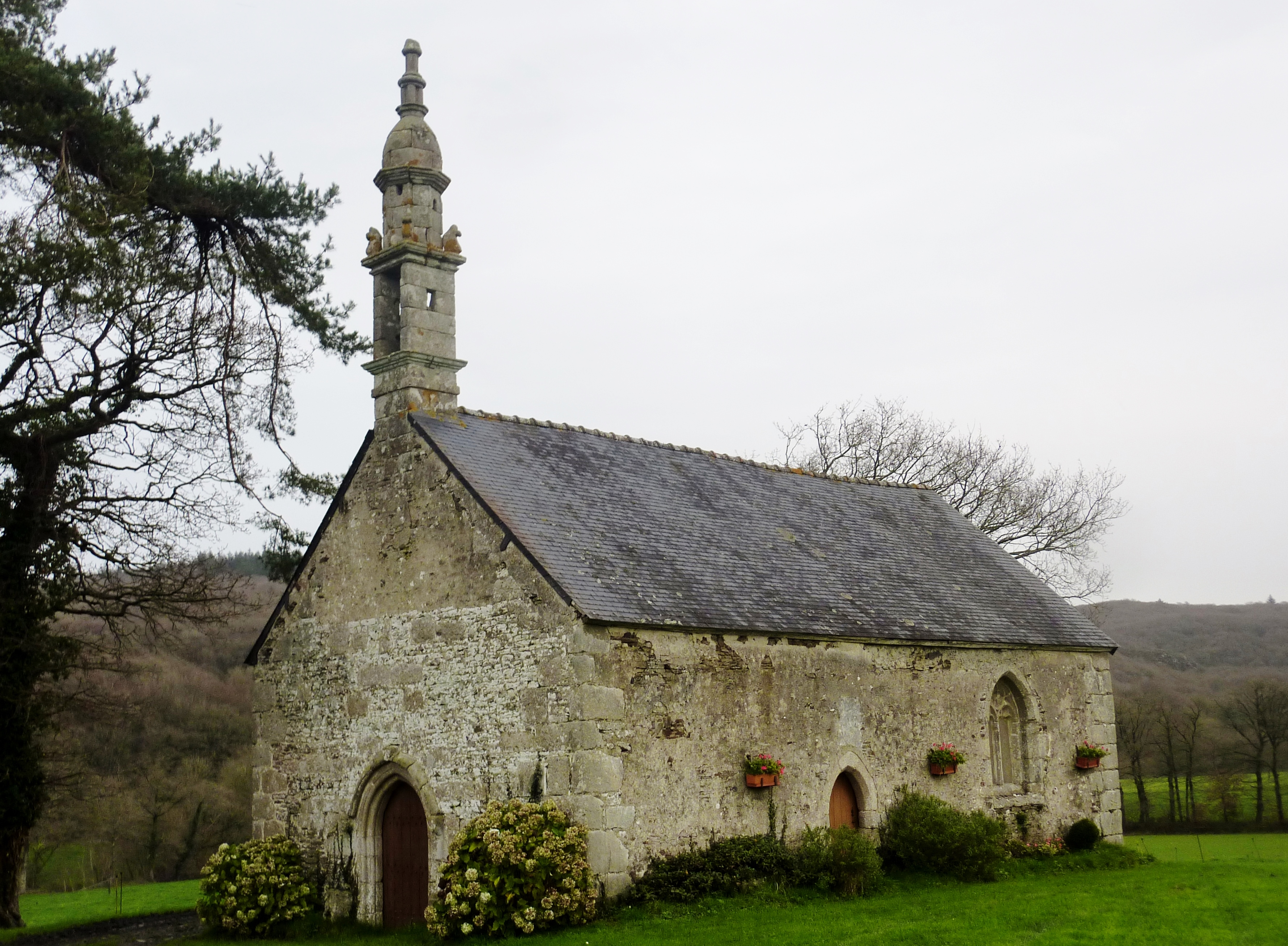
Chapelle Notre-Dame-des-Fleurs : vue extérieure d'ensemble 2.

La fontaine de cette chapelle connaissait des pratiques superstitieuses : « À Locarn il faut plonger les petits [enfants] en retard dans la fontaine de Notre-Dame-de-Bleun » écrit une revue en 1904.
- Chapelle Sainte-Barbe, dite aussi Chapel Nevez : elle date probablement de 1631.

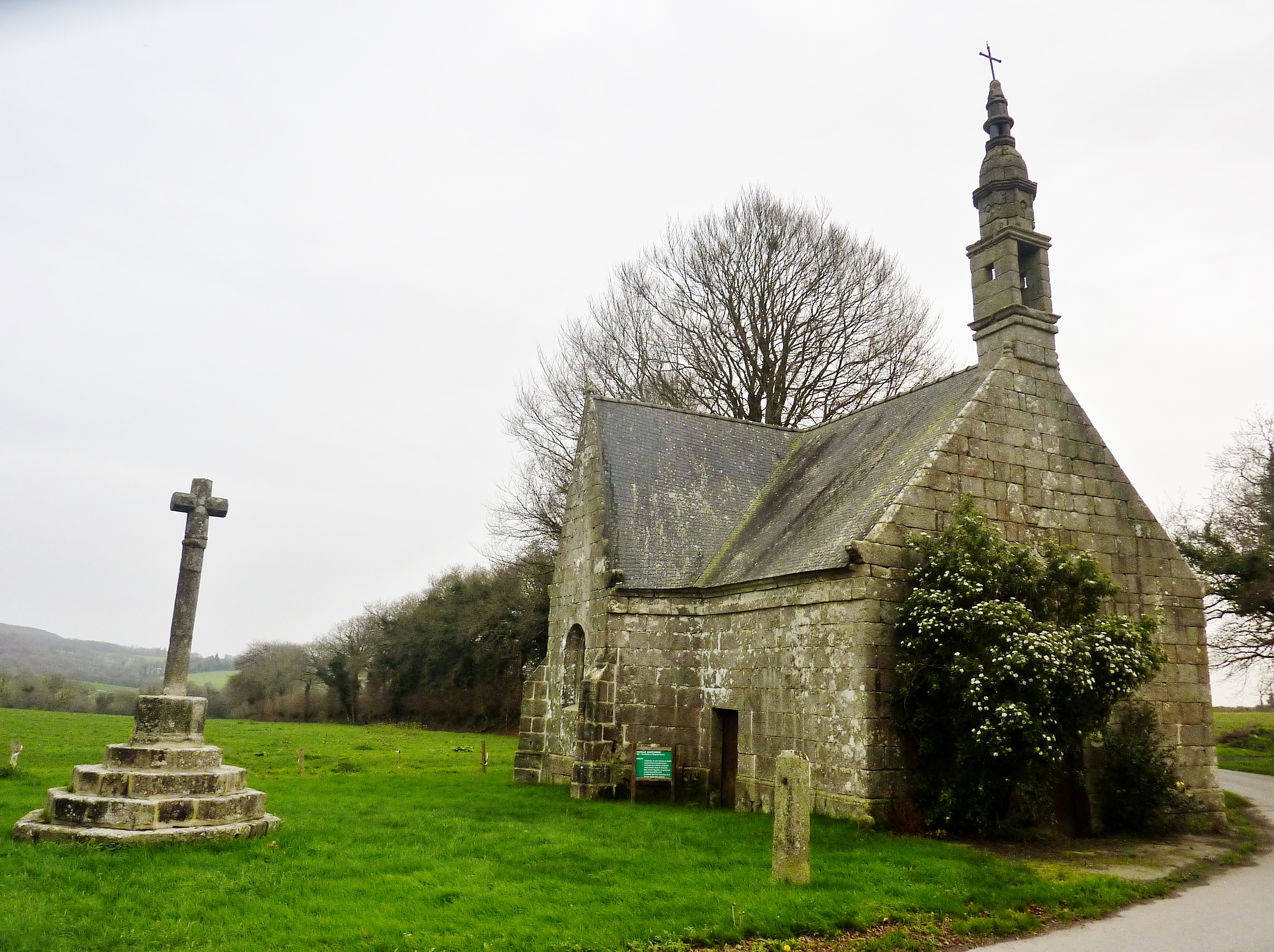
La chapelle Sainte-Barbe et son calvaire, vue d'ensemble.
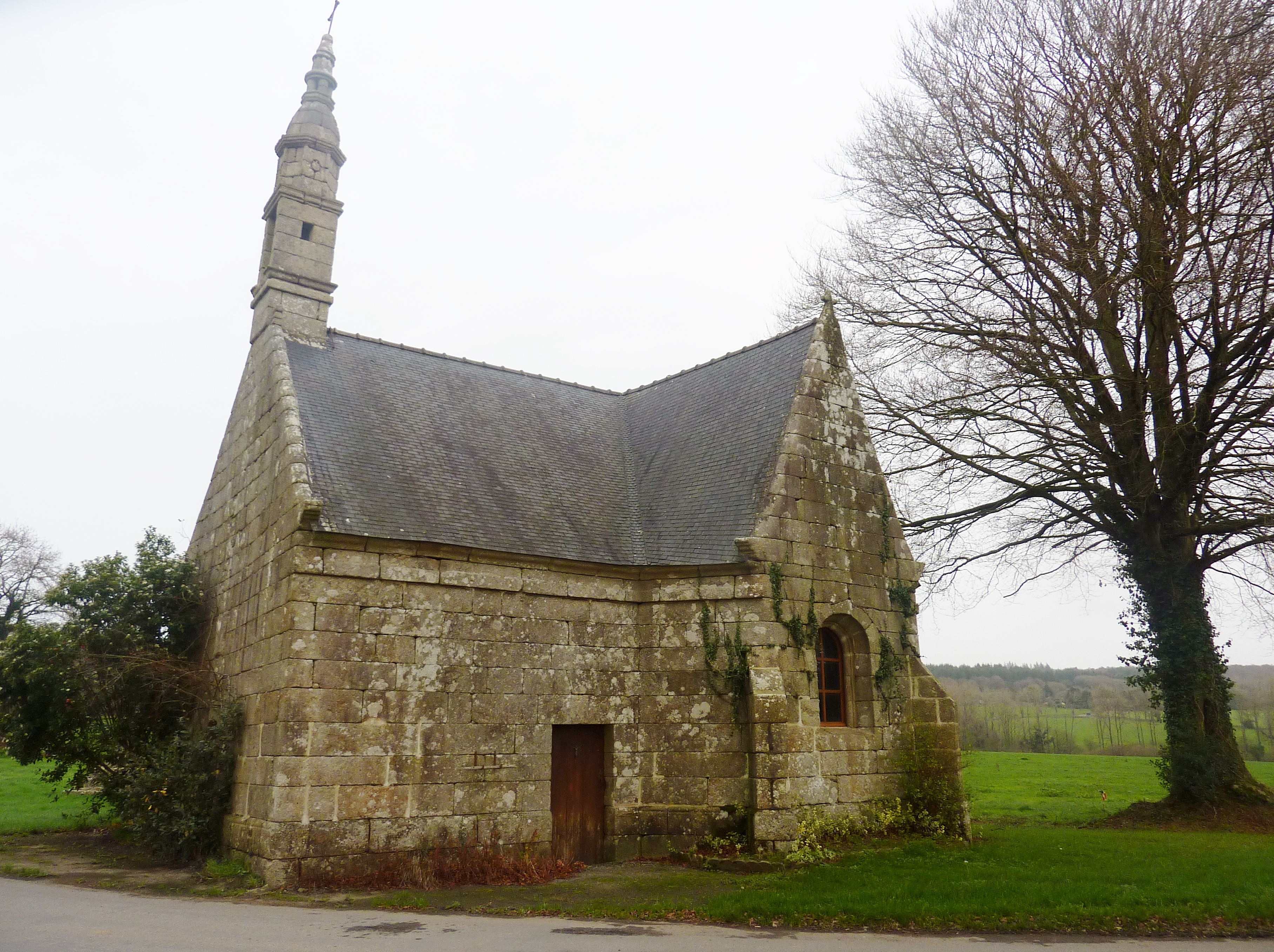
La chapelle Sainte-Barbe, vue extérieure d'ensemble.

Selon une légende, la chapelle Sainte-Barbe aurait été construite en une nuit par le diable contre l'âme d'un paroissien. Au matin, une femme, médusée, voulut entrer dans la chapelle. Une autre femme l'appela, et seule son ombre franchit le seuil de la chapelle ; le diable dut s'en contenter et la femme vécut sans son ombre !.
- Calvaire du cimetière (1865) : le fût du calvaire est recouvert de dauphins en relief ;

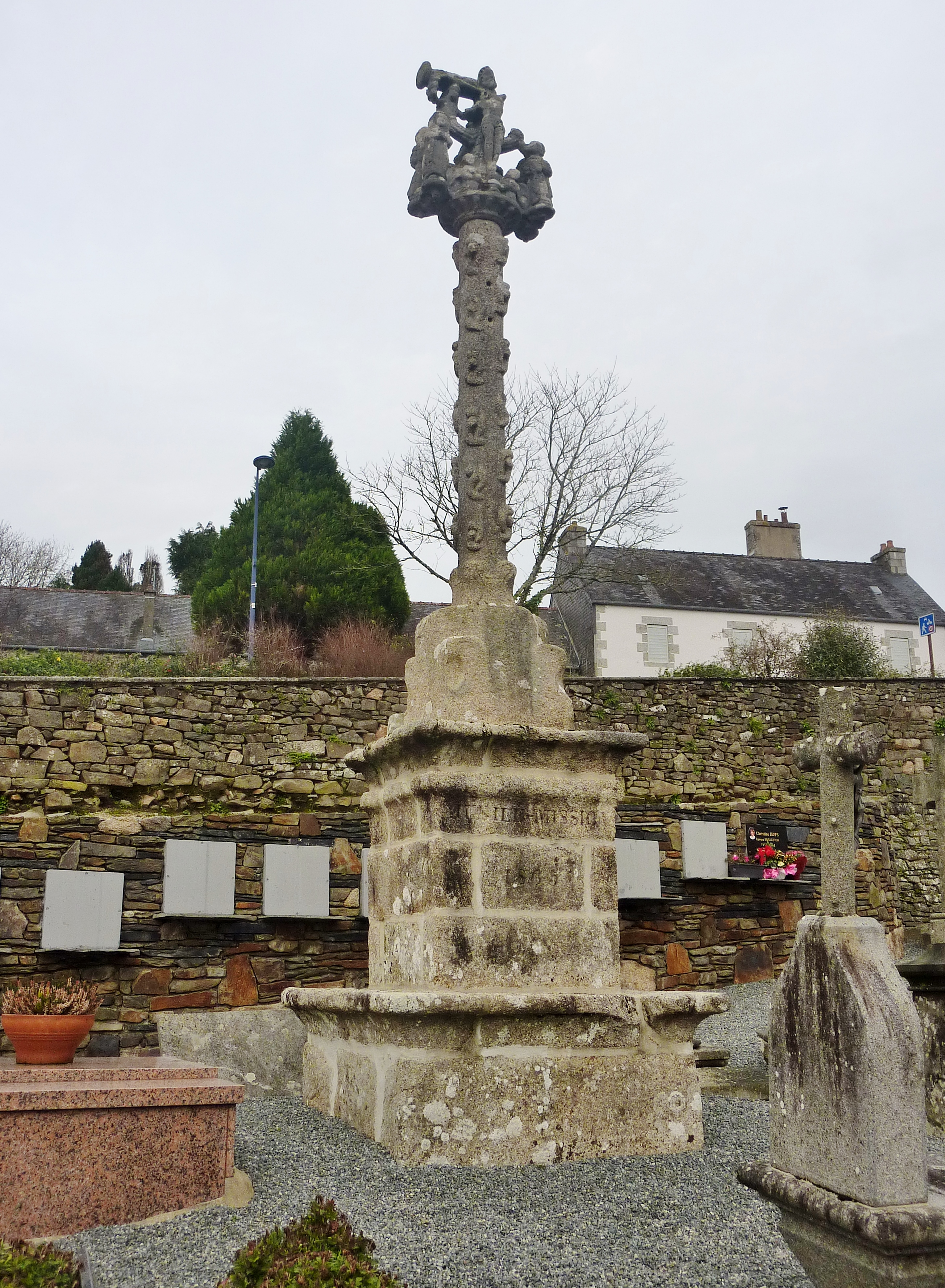
Calvaire du cimetière, vue d'ensemble.
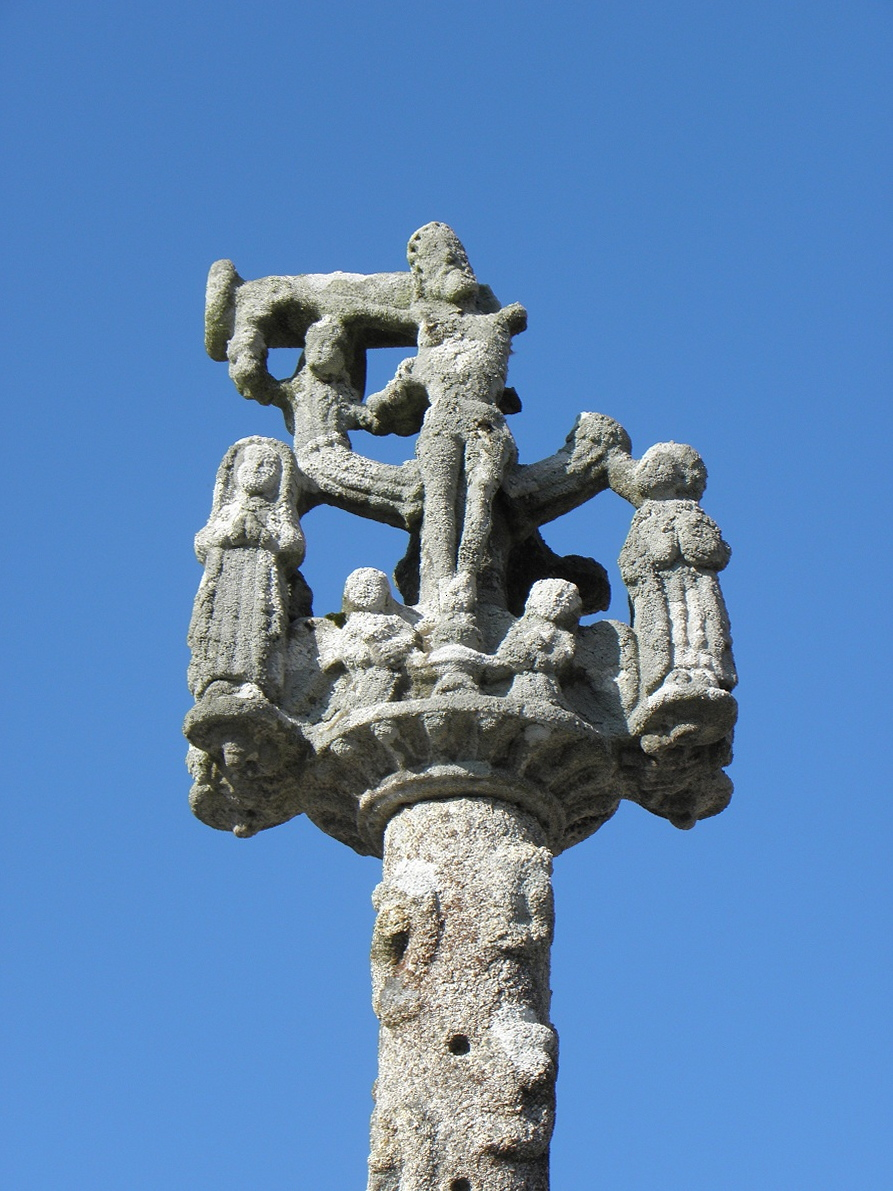
Calvaire du cimetière : partie sommitale.
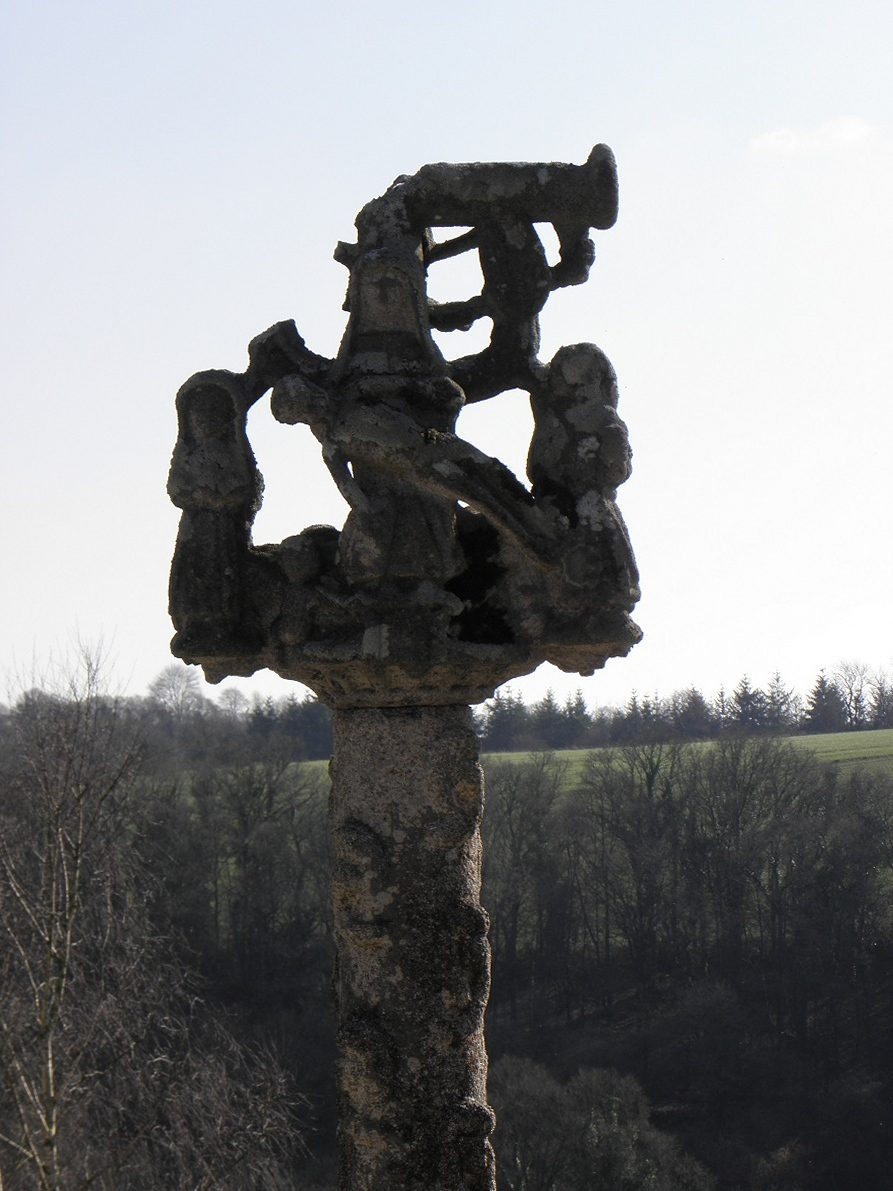
Calvaire du cimetière : partie sommitale (autre face).

- Chapelle Saint-Gonery de Quelen, détruite en 1938, mais restaurée en 1954.
- Des chapelles ont disparu : chapelle Saint-Sébastien de Loguevel, chapelle Notre-Dame de Loguelou (pourtant Anatole Le Braz a écrit en 1902 que Notre-Dame de Loquétout était « bien la sainte la plus puissate de toute la région »[53]), chapelle de Kerprigent[54].
- Des manoirs : Kerprigent, Anquelen (XVIe siècle), Stangalen (1617, 1684 et 1706) ; Goas-an-Vot (XVIIe siècle), Goarsmeur (1734), Guarem-Tronjoly (1779) ;
- Des maisons datant du XVIIe siècle : Kerjegu, Kerpert et dans le bourg ; et du XVIIIe siècle : Kerambellec.
- Maison du Patrimoine, où est exposé le trésor de Locarn et qui propose une exposition permanente sur les ardoisières.
- L'institut de Locarn.
- Menhir du Paotr Saout (Quélenec)

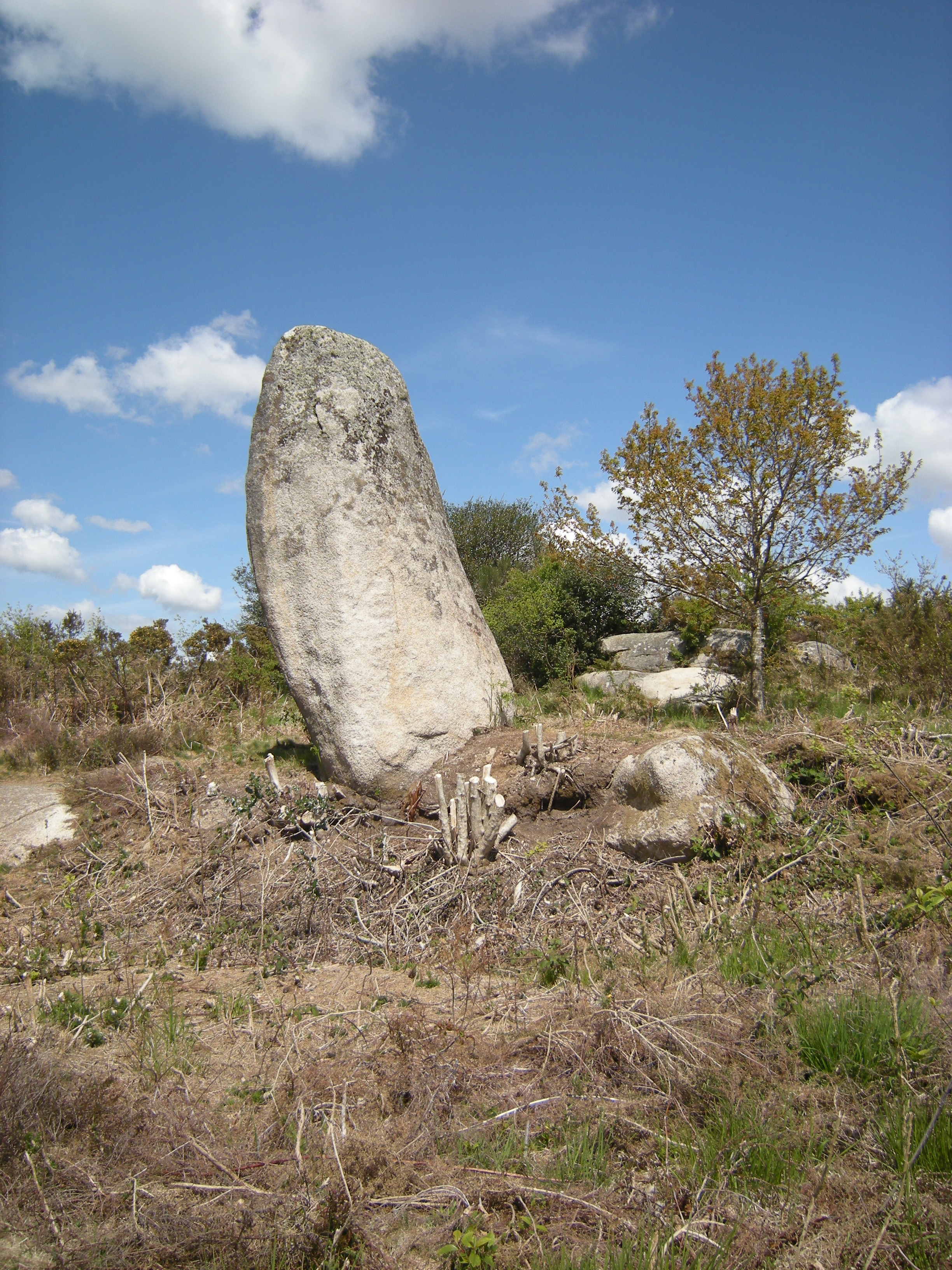
Menhir de Quellenec appelé également Menhir du Paotr Saout (Garçon Vacher).

- Gorges du Corong

### Héraldique
| Blason | Blasonnement : Burelé d'argent et de gueules. |